# キテレツ大百科の発明道具
- キテレツ大百科 > キテレツ大百科の発明道具
- キテレツ大百科 > キテレツ大百科 (アニメ) > キテレツ大百科の発明道具

キテレツ大百科の発明道具（キテレツだいひゃっかのはつめいどうぐ）では、藤子不二雄（藤子・F・不二雄）による日本の漫画作品『キテレツ大百科』と、その派生作品で同作の主人公キテレツが作成した発明道具を扱う。
『キテレツ大百科』は主人公のキテレツが、先祖の残した『奇天烈大百科』（きてれつだいひゃっか）を参考として発明道具を作り、その発明道具によって騒動が起きるというのが基本プロットとなっている。『奇天烈大百科』は目には見えない光を出すインクで書かれており、この光を感知できる眼鏡・神通鏡（じんつうきょう）を通さなければ読むことができない。また、アニメでは神通鏡は通常よりも丈夫なガラスで作られていると語られている（アニメ第171回「キリンにメガネ!? ハシゴローものがたり」）。
原作では毎話新しい発明道具が必ず登場し、一度出た道具の再登場はほとんどない。例外は第25話「物置でアフリカへ」に登場した熱気球が第38話「仙鏡水」にも再登場しているのみ。
アニメでは、何度も登場する道具がある。また「江戸時代に設計」｢手作り｣ゆえの不便さや壊れやすさが欠点としてしばしば描かれ、乗り物の発明道具はキテレツの他にもみよ子（潜地球）やブタゴリラ（超鈍速ジェット機、航時機、熱気球）が簡単に操縦できるほど、操縦しやすいことが多い。基本は『奇天烈大百科』の設計図通りに制作するが、中にはキテレツが独自にデザインや効果をアレンジしたり、現代の部品で応用して制作する発明品もある。
ものによっては『ドラえもん』に設定や話が流用されてテレビ朝日のアニメ（1期、2期両方）で放送されることがあり、一部はフジテレビの本放送で映像化されずにドラえもんで初めて映像化されたものもある。
| 目次 | 目次 | 目次 | 目次 | 目次 | 目次 | 目次     |
| ---- | ---- | ---- | ---- | ---- | ---- | -------- |
| 凡例 | 凡例 | 凡例 | 凡例 | 凡例 |      | 参考文献 |
| あ   | か   | さ   | た   | な   |      | 脚注     |
| は   | ま   | や   | ら   | わ   |      | 関連項目 |

## 凡例
- 第一段落に登場話（回）を記載。話（回）数と副題を《第○話（回）「副題」》の形で記載する。
  - 原作『キテレツ大百科』の登場話については、原作であることを特記せずに話数と副題を記載。話数・副題は〈藤子・F・不二雄大全集〉版に準拠する。
  - アニメ『キテレツ大百科』の登場回については、回数を「アニメ第○回（○パート）」の形で記載。
  - 『新キテレツ大百科』の登場話については、単行本収録分は「新第○巻収録」の形で記載。単行本未収録分は「新『 雑誌名 』掲載号 」の形で記載。
- 原作登場分は網羅されているため、原作話数が記載されていない発明道具は原作未登場となる。原作登場分のみの一覧についてはキテレツ大百科#発明道具を参照。原作以外の作品登場分については網羅されていないため、記載されていないことが作品未登場を意味するとは限らない。

## あ行
愛愛あめ（あいあいあめ）
新第6巻収録「危険なときは愛愛あめ」
この飴を生き物に食べさせると、食べた生き物は大人しくなり、食べさせた者を慕うようになる。飴の効果は1日以上であり、食べさせた者のことを忘れられず、その後に付いてくることもある。
上がり目人形（あがりめにんぎょう）
アニメ第324回「人生一度の晴れ舞台? 熊田薫送辞を読む」
晴れがましい席で緊張し失敗してしまうと切腹者だった時代、事前に上がり症を試すために奇天烈斎が制作した。赤色の着物を着た人形で、見つめた人物の反応が照れているか否かで上がり症かどうかを判別できる。背部にあるスイッチを押すと、人形の正面にいる人間は大勢の人の目に見つめられているような錯覚に陥る。正反対の発明に下がり目人形がある。
あした草紙（あしたそうし）
アニメ第57回「大予言!コロ助のあした草子」
セットした日の翌日に起こる出来事を記述する。江戸時代の古い言葉が使われている他、誰のことを書くのかさえも分からない。
作中では、「ブタゴリラが雷にヘソを取られるあり」と書かれていたが、実際はブタゴリラは雷に怖がって気絶しかけただけであった。「みよ子が階段から落ちて足を怪我をする」と書かれていたが、怪我をしたのは野々花みよ子ではなく、みよ子の母の友人の方のみよ子であった。「トンガリが道端で金子拾得…猫…災い」と字が擦れており、キテレツたちは「道端で金を猫ババしたら、災難に遭った」と思っていたが、実際は「道端で金子（かねこ）という迷い猫を拾ったが、警察に強盗と間違えられて捕まりそうになった」という内容だった。
『奇天烈大百科』での表記は「明日草紙」。
あっぱれ扇子（あっぱれせんす）
アニメ第90回「あっぱれ扇子で豆コロ旋風!」
怒っている人物に反応して自動で開く扇。開いた状態のこの扇から発生した風を浴びたものは気分が良くなり、投げやりな気分になる。
雨の呼び笛（あめのよびぶえ）
アニメ第19回Bパート「台風と夏まつり」
特殊なイオン波を雲に送り、水分を集めて雨雲を生み出す装置。キテレツはこれを作らず、参考にして「雨よけコントローラと発信器」を作った。
雨よけコントローラと発信器（あめよけコントローラとはっしんき）
アニメ第19回Bパート「台風と夏まつり」
『奇天烈大百科』が掲載している「雨の呼び笛」を参考にキテレツが創作したもの。イオン波の位相を逆転させることで雨を避けさせる効果を持つ。
あべこべ糖（あべこべとう）
アニメ第20回「コロ助!パワーアップ大作戦」
食べると見た物が実物と反対に見えるようになる。
甘辛琴（あまからごと）
アニメ第239回「怒り爆発! ブタゴリラ酸っぱい戦争」
手の平サイズの琴の形状をしており、この弦を弾いて音を出すとミカンの成分を刺激して甘くさせる波長を発する。天候不順により成育が遅れてしまった蜜柑畑で、実際に木の横で音を出して使用された。
合わせ鏡（あわせかがみ）
アニメ第323回「トンガリ失踪! 恋に破れてサメのエサ?」
手鏡の道具で、探す対象の人物の持ち物を差し込むと鏡部分が光り、その人物の方向に光を放つ。
案内ちょうちん（あんないちょうちん）
新第4巻収録「案内ちょうちんで安心ナリ」
どのような道を行くか、どうした行動をすれば良いか迷った際に迷いごとを解決する道具。使用者が安全である方角へ向く。
安楽椅子（あんらくいす）
新第5巻収録「安楽いすで自由自在ナリ」
受信機を装着した対象を操ることができる大型の椅子。操っている対象の視界は付属の木製ゴーグルをつけて見ることができる。
家人小判（いえびとこばん）
アニメ第231回「SOS! 秋の大江戸セップクツアー!?」・新第6巻収録「ブタゴリラが父ちゃんに!?」
小判の形状をしており、知らない人でもこの道具を見せると家族同様に扱ってくれる。
漫画版では一人一個で使用していたが、アニメ版では一個だけでも2、3人分で家族として扱ってくれる。アニメ版にのみ、通話機能が付いている。
怒りつづら（いかりつづら）
新第4巻収録「仲が悪くって最高!!」
人の怒りを吸い取る箱。吸い取ったエネルギーは熱エネルギーとして利用できる。吸い取りすぎると爆発してしまう。
異次元刀

一夜漬け枕（いちやづけまくら）
アニメ第70回「テストもばっちり!!一夜漬けマクラ」
徹夜をする際に一瞬横になることによって頭をスッキリさせることができる。ただし一時的に眠気を忘れさせるだけなので、翌朝には眠気が襲ってくることになる。
韋駄天ワラジ（いだてんワラジ）
アニメ第52回「大人気!5年3組白鳥先生」他
足のつぼを刺激させて足を速くする。靴の上から履いても効果を発揮できる。
第258回「出場禁止⁉︎運動オンチは誰の遺伝‼︎」では航時機で過去へ向かい、木手家の蔵から箱に入ったこのワラジをキテレツが発見し、少年時代の英太郎が履いて大活躍するシーンがある。
一寸法師（いっすんぼうし）
第12話・アニメ第15回Aパート「一寸ガードマン」
超小型のガードマンロボット。打ち出のマイクの命令に忠実に従う。ちょんまげは超音波を感知し敵の動きを察知するレーダーで、目は暗い場所でも見える赤外線になっており、持っている刀は弱い電気ショックで相手を倒すことができる。
アニメでの名称は助太刀人形。
一時足袋（いっときたび）
アニメ第188回「ナイターも真っ青! 一時だけの大人体験」他
大勢の宣教師たちが海を渡ってきた江戸時代。見上げるような大男に驚いた政府の役人たちから背の高くなるような道具を求められた奇天烈斎が開発した足袋で、キテレツはこれを靴下の形状へと応用した。履くと「一時」つまり現代の時間で2時間ほど身長が伸びる。
犬型神隠し発見器（いぬがたかみかくしはっけんき）
アニメ第94回「どすこい!犬型神隠し発見器で力士捜し」
装置に付いている犬型のパーツに探したい人物の臭いを嗅がせると、犬部分がその人物のいる方向を向く。
居留守貝（いるすかい）
アニメ第187回「語るも涙! ブタゴリラ一家の悲惨な休暇」
貝の形状をしており、建物の中にいる人間の体温だけを感知する。防犯用のため玄関口に設置することもでき、センサーはキテレツのパソコンに繋がっている。
写し絵筆（うつしえふで）
アニメ第224回「夏休み先取り!! 家出トリオの城下町」
この筆で字の描かれた紙を撫でると前のページの筆跡が現れる。
うなされ枕（うなされまくら）
アニメ第297回「㊙︎ブタゴリラのアロエビックリ大作戦!」
枕の形状をした特殊な装置。悪夢にうなされている人物がこの枕を敷いて寝ると、装置から悪夢の内容を映した写真が出てくる。
裏表逆さ鏡（うらおもてさかさきょう）
アニメ第101回「真夏の花博で大百科外伝をみつけ出せ!」
この道具から放たれる光を浴びた相手に指示をすると、それが思ったことと反対でも行動に移してしまう。
うらみ糖（うらみとう）
第18話・アニメ第4回Bパート「うらみキャンデー」
恨んでいる相手に仕返しをする道具。見た目は普通のアメだが、口に入れると、その人の恨みの感情が電気信号としてキャッチされ、雲状のオバケが出てくる。恨みの度合いによってオバケの大きさが異なり、子供を片手で持ち上げるほどの強さを持つ。10分で消滅する。
アニメでは、オバケは合体して巨大化する特性を持っているが、恨みが強すぎると、独り歩きをするようになり、持ち主の言うことを聞かなくなる。
打ち出のマイク（うちでのマイク）

雲散霧消液（うんさんむしょうえき）
アニメ第253回「女子プロ真っ青! 八百八のお手伝いさん」
霧吹きで散布し一定時間が経つと、その場所の空気や雰囲気を全く異なる場所として強力に再生する液体。キテレツは「VR（バーチャルリアリティ）」と呼んだがブタゴリラは「殺虫剤」と表現した。
運命共同スキー板（うんめいきょうどうスキーいた）
新第6巻収録「運命共同スキー板はけんかのもと!?」
2足分のスキー板。2人で使用する道具であり、片方の人が動くと、もう片方の人もそれと同じように動く（排尿といった生理現象も共同で行うことも可能）。
追い出しホウキ（おいだしホウキ）
アニメ第163回「一家ランラン!? ブタゴリラファミリー」
それぞれの家にある臭いを掻き立てることができる箒で、他所から来た人物は脳神経を刺激され居た堪れなくなりその場から逃げ出してしまう。長箒の柄部分に装着しながら掃くと舞い上がった臭いや埃を吸い込み、装置の上部から煙として排出する。あまりに強く掃きすぎると煙は大量に吹き出し効果が強烈に出過ぎてしまう。
おいなり箱（おいなりばこ）
新第2巻収録「困ったときのおいなり箱」
キツネの像が付いている小さな賽銭箱。困った時にこの賽銭箱に100円を入れると、キツネの口からおみくじが出てくる。おみくじに書かれている通りに従えば、その目的を達成できる。
賽銭箱に入れる金額は100円以外でも可能だが、100円未満の場合は目的を達成できても、悪い結果で終わってしまう。
大江戸箱庭（おおえどはこにわ）
新第5巻収録「江戸にいってチャンバラナリ」
江戸時代の町を再現した箱庭ゲーム場。縮小機を使って中に入ることができる。ミニチュアのからくり人形が住んでおり、人形はプレーヤーが刀を振るうまで動きが止まる仕掛けになっている。箱庭には電線が張っており、電線に振れるとショートしてしまい、人形が暴走してしまう。
おかっぴき一式（おかっぴきいっしき）
新第3巻収録「犯人はだれだ!?」
岡っ引きをモチーフにしたセット。「手がかり十手」は十手の先を物が置いてあった場所や足跡に近付けると、物の在処や足跡の人物に反応して引き寄せる。「ちょうだいおなわ」は特定の人物を言うと、縄がその人物の体を縛る。「推理かつら」はカツラを叩くと、事件の原因や人物の行動がわかるようになる。
おせっ貝（おせっかい）
新第4巻収録「おせっ貝で大さわぎナリ!!」
二枚貝の形をした道具。服に貼り付けると、貼り付けた相手を周囲の人間が一生懸命に世話を焼いてくれるようになる。調整次第で特定の人物のみ効果を無くせる。ただし、些細な出来事でも大袈裟に反応してしまう欠点がある。
お助けごま（おたすけごま）
新第6巻収録「お助けごまで自由自在ナリ」
外見は将棋の駒。この駒を身に付けると、動き方が身に付けている駒と同じになる。例として歩兵を持っている者は後ろに下がることができず、角将を持っている者は斜めに向かって歩くようになる。さらに王将の駒を持っている者は他の駒を持っている者を従わせることができる。
思い出ハウス（おもいでハウス）

お尋ね紙風船（おたずねかみふうせん）
アニメ第279回「ゲージツ祭参加? 愛の星降るすずらん峠」
人情を断ち切りたい人へ磁石のように吸い寄せられる気体が入った紙風船。効果範囲は4km以内。上部に小さなプロペラが装着されているので車と同等のスピードで飛ぶことができる。
おちゃっぴい
アニメ第247回「コロ助の妹登場? 八百八のおちゃっぴい」・新第6巻収録「お手伝いロボット誕生!!」
キテレツが作った女の子のロボットで身長はコロ助とほぼ同じ。学習能力が備わっているので、一度教えたことは絶対に忘れない。髪飾りはレーダーになっており、光線によって特定の物を探し当てることができる。褒められるなど嬉しいことがあると、その場で踊り感情を表現する機能もある。頭部に強い衝撃を受けてしまうと学習機能のメモリーが欠損してしまい、ブタゴリラよりも力が強く攻撃的になる。
漫画版では、一本足になっており、目から出る光線で物をコピーする能力を持っているという設定になっている。
お天気小僧（おてんきこぞう）
アニメ第285回「ご近所捜査網! 怪盗はトンガリのママ?」
天気を占う機能を持つ人形。
お天気小僧改（おてんきこぞうかい）
キテレツが改造した発明で、真贋を判断できる嘘発見器の機能を持っている。これを額部分に当てながら発言すると、正確に嘘を暴くことができる。
お年玉まんじゅう（おとしだままんじゅう）
新第3巻収録「お年玉争奪戦」
この饅頭を食べた者は自分の一番近くにいる者にお金をあげたくなってしまう。食べた者がお金を持っていない場合は自分の着ている服をあげたくなってしまう。
おまじない箱（おまじないばこ）
新第3巻収録「信じるものは救われる!?」
六角柱の箱。何か困った時にこの箱を振ると、棒が出てきて、棒に書かれている通りに従えば、その困り事を解決してくれる。ただし、解決する内容によっては無関係な人が巻き込まれることもある。
おみやげ福の神（おみやげふくのかみ）
新第2巻収録「プレゼントはおまかせ」
福の神の姿をした小さなロボット。どこかの家を訪問する時、品物の名前を言うと、ロボットの持っている袋からその品物が出てくる。使えるのは一人一回までであり、自分の欲しいものを自分で言って出すことはできない（ただし、別の人物がロボットを連れてきた状態で自分の欲しいものを自分で言った場合はその品物が出てくる）。出てくる品物は豪華になっており、コロ助ぐらいの大きさのぬいぐるみや高価な天体望遠鏡が出てくるが、0点の答案の場合はその答案が数十枚出てくる。
御目立札（おめだちふだ）
アニメ第257回「熊田グー!! 八百八一家の夢の別荘!?」
将棋の駒のような形状をした札で、表面に“K”のマークがある一種の迷子札。送信機が仕込まれたペンがセットになっており、これを使って位置を追跡し札を赤く点滅させることができる。ペンを強く捻ると救急信号を受け取った札が強力に発光し、内蔵された花火を撒き散らす。小さな羽根を展開しながら空高く飛んで爆発することで持ち主の居場所を把握できる。作中でキテレツはコロ助の顔が表れる花火を作製した。
お役者仮面（おやくしゃかめん）
アニメ第234回「オデンション? お役者仮面で大スター!」
紙粘土製の顔のない能面の形状をしている。顔表面に当てるだけで顔の筋肉を刺激を与えて変形させる働きがある。有効時間は短いが、高齢の勉三の母ヨネを若返ったように見せる効果もある。

## か行
開運手札（かいうんてふだ）
新第2巻収録「幸運児!キテレツ」
見た目は小さなお守り。このお守りを身に付けると、幸運が訪れる。
回古鏡（かいこきょう）
第33話「おもい出カメラ」・アニメ第9回Aパート「思い出カメラ」他
過去を写し出すカメラ。
アニメでは『奇天烈大百科』に載っていたのは昔のカメラだったため、現代の市販フィルムを使えるようにキテレツがアレンジして製造。新回古鏡・回古鏡ビデオカメラ・回古鏡改というものも登場した。
回古鏡改（かいこきょうかい）
アニメ第331回「愛のフィナーレ! さよならコロ助大百科」
回古鏡をキテレツが改造したもの。映す過去の映像の時間を細かく調節したり、映っている物の動きを分析する（矢印で画面に表示する）機能を持つ。探索したい対象物へ特に焦点を当てて撮影すると人物は黒い影のように映り、顔は判別できない。また、探知エリアを越えてしまうと何も映らなくなる。
回古鏡ビデオカメラ（かいこきょうビデオカメラ）
アニメ第69回「秋深しみんなそろって結婚式フルコース」
回古鏡をキテレツが改造したもの。過去の映像を映せる。
新回古鏡（しんかいこきょう）
アニメ第85回「コロ助の消えたバースデープレゼント」
使い捨てカメラをキテレツが改造したもの。人や物を写すと、その人や物の過去の出来事が写真となって出てくる。ビデオカメラ型も登場しており、コンピューターに接続することで撮影した過去を映像として再生できる。
未来鏡（みらいきょう）
アニメ第34回「みよちゃんの花ムコ占い・10年後は成人式」
キテレツが回古鏡を改造し、未来を写せるようにしようと作ったものだが、結果的に過去しか写すことができなかった。

怪段（かいだん）
新第2巻収録「恐怖のきも試し!」
見た目は小さな階段。下の段の踏み板を押すと、上の段の穴から幽霊が出てくる。恐怖ダイアルを設定することで、幽霊の怖さを調整できる。この道具から出てくる幽霊は宙に浮いており、壁をすり抜ける他、空を飛んだり、徘徊するだけで、人に危害を加えない。
拡大銃（かくだいじゅう）
新第3巻収録「拡大銃」
銃に付いているダイヤルで拡大したい大きさを設定して部屋やお腹などに向けて撃つと、外見は変わらないが、部屋の中や胃袋が大きく拡大される。
かくれみの
アニメ第17回「哀しみのトンガリ かくれみので一人ぼっち」
着ると透明になれる蓑。着た状態では蓑自体も透明になるので、結び目が見えず脱ぎづらくなる。『奇天烈大百科』での表記は「隠れ蓑」。
影法師鏡（かげぼうしきょう）
アニメ第212回「八百八の名馬! クマハチダイオーナリ」
片手で使えるカメラのような形状で、2種類のレンズが装着されている。この道具で足跡が有る地面を照らすと、その足跡の主の背格好が三次元の影となって浮かび上がる。
かげろう
新第5巻収録「かげろうで人助けナリ」
蝋燭の形をした道具で、絵や写真に塗ると写っているものが数時間だけ本物となって出てくる。人間などが出てきた場合、記憶は写真に写っている時のものが反映される。蝋で出来ているのでお湯などの熱で溶けてしまう。
過去透視鏡（かことうしきょう）
アニメ第92回「コロ助ピンチ! 武士はウソをつかぬナリ」他
江戸時代での裁判のために奇天烈斎が製作した道具。罪を犯していないと主張した人物に対して使用し、その人間の二日前の行動まで遡って映像を再生しつつ音声も聞くことができる。
トランクの形状をしており、中にはモニターや小型アンテナ、ダイヤルといった装置が備わっている。対象者の身体に発信機を貼り付けることが必要。複数の道具を入れて持ち運ぶ際にも使用される。
後に発信機無しで数百年単位の過去が見られるようになっている他、接続したヘッドセットに付属しているカメラやマイクから映像や音を拾うことができたりと改良されている。
過去板消し（かこばんけし）
アニメ第100回「過去板消しで判明!? 八百八は魚屋だった」
黒板消しの形状をしており、壁などを擦ると以前に書かれた文字や落書きなどが浮かび上がる。よく擦らないと2、3分で消えてしまう。
火事場風呂敷（かじばふろしき）
アニメ第193回「八百八の家宝! オンボロ自転車百年号」他
人間には科学で証明できない神秘的な力が有るとされている。火事の際、着物が沢山入った箪笥を運び出した女性を見てキテレツ斎が考案した。この風呂敷で包めばどんなに重い物でもまるで風船のように軽く運べる。自転車の荷台に取り付けることも可能。
第267回「夏休み偉人伝！銅像になったブタゴリラ」では、マイクロバスの方輪に巻き付けただけでブタゴリラがバス全体を少しだけ移動させるほどの力を出せた。
『新キテレツ大百科』における大百科での表記は「軽ふろしき」（新第4巻収録「江戸時代の怪力男の正体は!?」）
風の便り（かぜのたより）
アニメ第265回「ブタゴリラ絶叫! 夏休み地獄の大脱走!」
法螺貝のような形状をしており、耳に当てるとその人物が親しくしている人の心の声が聞こえる。風が吹いている時でなければ効果は無く、自分の声を相手に伝えることもできない。互いに心が通い合っていればより聴こえやすく、ブタゴリラの声をトンガリだけが聴きとることができた。
風邪見鳥（かぜみどり）
アニメ第63回「走れ!トンガリ号 夢の四駆グランプリ」
風見鶏の形状をしており、風邪をひいた人がこれに息を吹きかけると回転して反応する。息の臭いが強い場合、センサーが壊れてしまう。
花鳥風鈴（かちょうふうりん）
アニメ第198回「おーっと! コロ助がタマゴをうんだナリ」
風鈴の形状をしており、音色を聞いた人には花や動物が輝いて見え愛おしく感じさせる効果がある。ただし、効果が発揮されるのは風鈴の音色が聞こえる範囲（少なくとも5m以内）までであり、範囲を超えると効果が切れる。この風鈴の音だけが聴こえない耳栓も製作された。
合体棒（がったいぼう）
新第2巻収録「合体棒で大騒動!!」
人間や動物と合体できる棒。この棒を持って先端を相手に触れると合体できる。合体後は頭が自分、首から下が合体相手の姿となり、相手の能力を自分のものとして使うことができる（小さな虫の場合は人間に合わせて頭や体が大きくなる）。ただし、合体相手の意志や習性が残っているため、体が意思に反して動いてしまうこともある。棒を合体した者の頭に触れれば、合体前の状態に戻るが、棒が壊れていた場合は頭と体が入れ替わった姿になってしまう（例として頭がコロ助、体が勉三の場合は頭が勉三、体がコロ助の姿になる）。
金縛丸（かなしばりだま）
アニメ第313回「ブタゴリラ病欠? 修学旅行のバスを追え」
煙幕の働きをすると同時に、煙を吸い込んだ人の動きを止める丸薬。煙を吸うと大きなくしゃみをしつつ、その場で金色の石化状態に陥るが少し時間が経つと自然に解ける。
壁耳目（かべじもく）
アニメ第317回「謎のアルバイト! むさ苦しい人大歓迎?」
ブローチ式の小型カメラとモニターのセット。カメラに映した映像をモニターに映せる。
かべぬけ服（かべぬけふく）
第7話「モグラ・マンション」・アニメ第4回Aパート「くらやみでドキドキ」
原子と原子の結びつきを切り、あらゆるものを通り抜けられるようになる。同じ原理の乗り物に潜地球がある。
神隠し凧（かみかくしだこ）
アニメ第273回「消えたブタゴリラ！イモより怖い神隠し」
かつて何の理由も無く居なくなり見つからなくなってしまった子供たちを捜索するために製作された。鳥の形状をした凧の部分とリールのセット。上空へ飛ばすと地上に居る人間の体温を感知し、移動して上空で踊りだす。ただし途中でカラスたちに攻撃され成果は実証できなかった。
からくり紙（からくりかみ）
新第3巻収録「折紙なんて大きらい!?」
辺の長さがキテレツの身長ぐらいある折り紙。この折り紙で折ると、本物のように動き出す（鳥や飛行機なら本当に空を飛ぶことができる）。防水加工がされており、船を折って乗ることができるが、火に弱い。
からくり署名人（からくりしょめいにん）
声 - 土門仁
アニメ第321回「春いちばん! 先生が飛ばされそうナリ」
墨の付いた筆を持ち自走できるからくり人形。お役御免になりそうな武士を救うために奇天烈斎が製作した。この人形の目の部分が光り「ご署名くだされ」と声をかけられると、人形の持つ用紙へ自然に自分の名前を書きたくなる。同じ名前を2回書くことは絶対に受け付けない。人形本体が故障したり用紙が署名でいっぱいになってしまうと、見境なく筆を振り回して攻撃する。
加楽利生物台（からくりせいぶつだい）
第15話「サイボーグキンちゃん」
生物をサイボーグ化する手術台。ボタンを押すだけで自動的に手術を行う。
からくり獏（からくりばく）
アニメ第261回「コロ助の逆襲! 八百八侍を成敗するナリ」
小さな獏の形状をしており、かなり速く自走することができる。寝ている人の夢を探知すると背面からアンテナが出現して受信し、夢変更鏡にその内容を映せる。操縦桿は鏡に接続されている。詳細は夢変更鏡を参照。
唐倶利武者（からくりむしゃ）
声 - 肝付兼太→屋良有作（第322回のみ）
第39話「唐倶利武者」・アニメ第6回Aパート「帰ってきたからくり武者」他
鎧と兜をつけたコントローラーによって操作される人形ロボットで、足部の一輪車で動く。クイックアクション機能で相手が戦うほど自動で反撃を行うためケンカはとても強いが、相手が倒れるまで攻撃し続ける。コロ助らとは対照的に心を持たない。
アニメでは後にキテレツによって回古鏡ビデオカメラ（アニメ第96回「お金のなる本! キュリー夫人とにんじん」）やカメラ（アニメ第154回「ゲロゲロ! 小便小僧になったブタゴリラ」）、残像記録装置（アニメ第256回「コロ助降参!! オネショのつくり方!?」）がそれぞれ内蔵された。
アニメ第101回「真夏の花博で大百科外伝をみつけ出せ!」では、「奇天烈大百科外伝」にも掲載されており、悪人たちが巨大な唐倶利武者を作っていた。
からくり料理人（からくりりょうりにん）
新第4巻収録「グルメの道はきびしい!!」、アニメ第149回「ママはいらない!? からくり料理人ナリ」他
声 - キートン山田（第149回）→沼田祐介（第236回）
料理を作ることができるからくり人形。奇天烈斎が日本に渡って来たオランダ人向けに作ったためオランダ語の命令に忠実であり、得意料理は洋食。野菜の千切りも簡単に作り、蒟蒻を白滝にすることも可能。日本語の端々を聞いてオランダ語と勘違いし大人しく従ってしまう時もある。唐倶利武者を改造して作られており、その影響からか料理を残そうとしたり、自身またはその料理を侮辱したものに対しては顔の部分を赤くして激怒し、すりこぎ棒やお玉や包丁で攻撃を仕掛ける。走行速度はブタゴリラの全速力よりも速い。後に登場した時は大学の学園祭で女子大生に囲まれて興奮し、壊れてしまう。コロ助同様にしゃべることができる。
嫌闘士（けんとうし）
アニメ第214回「ブタゴリラも真っ青! 五月は花の転校生」
闘志を鈍らせる働きを持ち、からくり武者を改造して作られており自走することができる。三角帽子をかぶった笑顔の人形で、両手は常に開いた状態の扇子を持っている。憤りを表す人間の前で人形は踊り出し、それを見た者は急激に感情が冷めて謝り出す。
感動琴（かんどうごと）
新第6巻収録「ギターをだいた勉三さんナリ」
この楽器に笑い、怒り、悲しみの3種類のボタンがついており、ボタンを設定して鳴らすと、その音を聞いた者は笑ったり、怒ったり、悲しんだりする。3つのボタンを同時に起動した状態で鳴らすと、その音を聞いた者はノリノリの気分になる。
元々は琴であるが、作中ではギターに改造していた。
瓦版小僧（かわらばんこぞう）
アニメ第9回「対決! コロ助対かわら版小僧」他
腹部にスクリーンを持ち、マイクや潜望鏡が内蔵されたロボット。チョンマゲがスイッチになっている。こっそりニュースを記憶してスクリーンに表示し、記事を制作する。作ったビラを自ら配る機能もある（第303回）。プライバシーの問題になるため、大百科には「取扱い注意」との特記がある。
厠漏水丸（かわやろうすいがん）
アニメ第1回「ワガハイはコロ助ナリ」
寝小便用の特効薬。
感激鐘（かんげきしょう）
アニメ第54回「感激鐘で武士の目にも涙ナリ」・新第1巻収録「なみだ、なみだの感激鐘」
この鐘を鳴らすと聴いた者の心に響き、感激させる効果を持つ音色を発する。壊れた状態で鳴らすと、聴いた者は不機嫌な気持ちになる。個人の音感によっては効果がないこともある（例として音楽家は不快な音を受け付けないなど）。『ドラえもん』のジーンマイクに似た効果を持つ。
観覧板（かんらんばん）
アニメ第158回「珍発明!? だまってはさめば宿題スラスラ」
回覧板の形状をしており、紙止めの挟む部分を動かすと上部に内蔵されたデジタルカメラのシャッターが下りる仕組み。さらに紙止め全体を縦垂直に下ろすと、最初に紙止めに挟んだ人物の順番から撮影した写真が感熱紙として下部より出てくる。後に「観覧板パート2（かんらんばんパートツー）」が作製され、新回古鏡に接続して撮影した写真を自由に時間を選んでパソコンに映せるようになった。
記憶消滅灯（きおくしょうきょとう）
アニメ第97回「21世紀からブタゴリラ親子がやって来た」
使うと対象者の記憶を一時間分消せる行灯型の道具。
記憶目覚まし（きおくめざまし）
アニメ第228回「夏のスクープ! 勉三さんに赤ちゃんが?」
砂時計の形状をしており、脳のα波を刺激して記憶を呼び戻す特殊な音を発する。
聞き耳ずきん（ききみみずきん）
第5話「聞き耳ずきん」・第23回Bパート「聞き耳ずきん」
耳の部分に特殊なヘッドホンが装着されている頭巾、動物と会話できる道具。
動物が話す際、脳に弱い電流が流れ脳波が放射されると考えられている。この頭巾は脳波を受け取りつつ意味を分析し、人間の言葉に翻訳することが可能。
アニメでは、左側のヘッドホンにある音量ボリュームで聞き取る声を調節している。作中で、猫・赤とんぼ・鳥・犬の声を拾ったり会話することができた。別話では同じ効果の道具として「犬話機」が何度か登場する。
帰巣線香（きそうせんこう）
アニメ第330回「男のメロン? 父ちゃん一番乗り病!」
蚊取り線香に鳥の羽から抽出したエキスを染み込ませている。線香立てに蚊の羽音が聞こえる仕掛けがあり、点火すると放出される香りと煙を吸った人物は自宅や家族のことで頭がいっぱいになり帰宅してしまう。
亀甲船（きっこうせん）
第4話「キッコー船の冒険」・アニメ第10回「コロ助と赤ちゃん恐竜! 南の海の大冒険!!」他
木製の潜水艦。酸素製造薬を動力として、「時速330ノット（約611キロメートル）」で航行可能。
アニメでは、時速180ノット（約333キロメートル）」と説明され（90分スペシャル番組）、また東京－百丈島間を1時間で移動する（第42回）など、原子力潜水艦どころかホバークラフトや水中翼船、パワーボートといった既存の高速船をはるかに越える快速である。
長さ約7メートル、重量220キログラム。船内は広く、居住性が高い。船底の4角形のパネルは、物体をすり抜けることが可能で釣りもできる。普段は近所の川に沈められている。遠くは北海道まで行ったこともある。
材料費や開発の時間がかかる発明品であり、最低一ヶ月はかかる。燃料となる特殊酸素は物置に隠されており、木造のため対衝撃には著しく弱い。
奇天烈スキー（キテレツスキー）
第34話「空き地の銀世界」
履くと周りを広く感じ、短い坂でも長く滑降できるようになるスキー。体感距離を調節可能。
鬼面丸（きめんがん）
アニメ第246回「節分グッズ! だまって飲めば鬼になる!」
危険な女性の一人旅をサポートする目的で奇天烈斎が作った。この紫色の丸錠を風船ガムのように噛んで膨らませ破裂した部分が顔面に貼り付くと、顔が恐ろしい鬼のように変化すると同時に髪も長髪になる。コロ助が噛まずに誤って飲み込んだ際、副作用で頭に角と紫の毛が生える・目の下にクマのような模様が浮き出る・口に牙が生えた姿となった。さらに半日ほど時間が経過すると顔が恐ろしい鬼のように変化し、ブタゴリラを軽々と投げ飛ばせるほど筋力も非常に強くなり凶暴化してしまった。鎮めるためには豆をぶつけつつ、全身が水に浸かれば顔面から成分が水に溶けて元に戻る。
起毛玉（きもうたま）
アニメ第204回「モデルはどっち!? コロ助対ブタゴリラ」
猫の顔をしたピンポン球サイズの機械。これを充電し心臓の辺りに押しつけると特殊なエネルギーが流れ込み、たちどころに勇気が湧く。まるで心臓から毛が生えたように気持ちが強くなり、髪からも電流が放電するように見える。ただし効果は2,3時間しか続かない。
気休め忘れん帽（きやすめわすれんぼう）

逆境松明（ぎゃっきょうたいまつ）
アニメ第238回「忘れ競走! ミョウガVS逆境タイマツ」他
聖火の柄部分のような形状をしており青い炎を灯す。落ち込んでいる人にこの炎を見せると、勇気が湧いてくる効果がある。目盛りを最大にすると炎が赤く大きくなり効果も上がるが、悲しみや落胆が深過ぎると元気になりきらない内に炎は燃え尽きてしまう。その後、目盛りを上げると炎の色の変化も大きくなるように改造された。
逆境霧（ぎゃっきょうむ）
アニメ第169回「うそみたい! テレビにドアがついていた」
鏡やブラウン管などの光を反射するものに吹きかけると、過去そこに一番長く映っていた人物を映し出すが音声は聞こえない。液体になっており霧吹きで噴射する。
脚光灯（きゃっこうとう）
アニメ第49回「当選確実! クラス委員は脚光灯で」
この道具から発せられる光を浴び続けている間、その人物は周りからとても素敵な人物に見える。
吸音杯（きゅうおんはい）
アニメ第53回「恐怖の九官鳥・コロ助が危ない!」
対象物に使用すると、1メートル以上離れた状態ではその発した音が聞こえなくなる。
驚天地図（きょうてんちず）
新第4巻収録「みよちゃんがアメリカへ引っ越すナリ!?」
小さな箱庭形の地図。地図上に置いた建物の場所を動かすと、現実でも同様に建物が移動する。
霧吹き灯（きりふきとう）
アニメ第58回「ついに発明! 夏休みを3倍にする夢遊境」
霧に向けて照射すると、照射された部分の霧が晴れる光を発する。
金団雲（きんとんうん）
第58回「ついに発明! 夏休みを3倍にする夢遊境」他
仙鏡水と昇月紗を組み合わせてキテレツが作ったもの。操縦レバーが取り付けられている昇月紗に仙鏡水の雲でカバーが施されており、空を飛び回れる。雲のカバーは新たに仙鏡水の雲を追加することで広げることができるが、水に長時間触れていると雲が溶けてしまう。アニメ第60回「真夏のある日 迷子クジラが空飛んだ」では、キテレツたちが海水浴に行った先で出会った打ち上げられたクジラを金団雲で沖に逃がしてあげた。その後も何度か登場している。アニメ第101回「真夏の花博で大百科外伝をみつけ出せ!」では、改良の余地がある失敗作を掲載した「奇天烈大百科外伝」にも載っている。外伝の方は黒い雲であり、キテレツの金団雲よりも速いが、煙を出して飛んでおり、数十キロもの距離を飛んだだけで壊れてしまった。
近未来水晶玉（きんみらいすいしょうだま）
アニメ第115回「花の命は短いぞ! ブタゴリラ最後の日」
一週間ほど先の未来まで見ることができる水晶玉。
新第3巻収録「地球滅亡の日!?」では「未来水晶玉」という名前で登場しており、未来水晶玉は時間や場所を設定することが可能となっている。
空中浮輪（くうちゅうふりん）
新第1巻収録「大空を散歩！　空中浮輪」、アニメ第225回「海水浴の㊙ポイント! 江戸時代の百丈島」他
小さな浮き輪のような形状をしている。物体の上に乗せるとその上で天使の輪のように浮かび上がり、対象を無重力に近い状態にする。
『新キテレツ大百科』においてはタケコプターのように反重力を発生させて空を飛ぶようになっており、完成時は筒状だが包丁で人数分に切ることで量産が可能となっている。
空中遊歩台（くうちゅうゆうほだい、超鈍速ジェット機）
第37話「超鈍速ジェット機」・アニメSP「空のご用はキテレツ航空」他
空を自在に飛びまわれるVTOLジェット機。特殊なガスを燃料にしている。スピードは人が歩く速さぐらいしか出ない。
アニメでは一度時速100キロ以上出るように改良したことがある（第83回）。高さ2メートル、幅2メートル、長さ2.5メートル。座席は2人分しかないが、後方の尾翼部分に跨がることで3人乗れる。
口直舌（くちなおした）
アニメ第209回「デザートは胃薬? みよちゃんクッキング」
料理好きだが料理下手な殿様に困った家来の依頼で奇天烈斎が作った。透明な舌の形状をしており、舌に乗せて料理を摂取すると食品の味を吸い取り、使用者に食物の味を十分の一ほどしか感じさせない。
雲シャベル（くもシャベル）

蜘蛛手（くもて）
新第5巻収録「くもの糸はとっても役に立つナリ」
手袋の形をした道具。人差し指部分から特殊な糸を発射し、物を掴んだり蜘蛛の巣を張ることで自在に操れる。蜘蛛手を装着しないで糸に触れるとくっ付いてしまう。使いすぎた場合は糸がなくなり、発射できなくなる。
蜘蛛の巣ネット（くものすネット）
アニメ第284回「はやまるな! コロ助駆け落ち成人式!?」
家が火事になった際に二階から避難するための道具。蜘蛛の巣状のネットを仕込んだ棒の形状で、ボタンを押すと棒上部から垂直にネットが射出される。キテレツとコロ助は二階の窓から玄関前の電柱に向かってネットを伸ばした。
蔵発破（くらはっぱ）
新第3巻収録「男は女らしく!?」
ダイナマイトのような形をした道具。この道具に火を点けると、爆発して大人が3人は入れるほどの空間が出来上がる。この空間に物を収納することが可能で、空間に蔵発破を入れて爆発させると空間が消える。ただし、蔵発破を作る時は分量をちゃんと量ったり、慎重に作る必要がある。
作中では薬品の分量ミスが原因でキテレツとコロ助はパラレルワールドに迷い込んでしまった。そのパラレルワールドは男女の基準が逆になっており、男性が女装、女性が男装をしている。さらにそのパラレルワールドの住人たちは元の世界の住人たちとは性格も逆になっており、キテレツは発明に興味がない（そのため、そのパラレルワールドにはコロ助が登場していない）、ブタゴリラは大人しい性格、みよ子は男勝りでガサツな性格になっていた。
蛍雪布（けいせっぷ）
アニメ第203回「雪のプレゼント! 透明人間でログハウス」
ホタルイカから抽出した特殊な発光体が塗られた布。一番明るい物に絞りが合うようになっている人間の目の錯覚を利用しており、真っ白な背景でそれより少し暗いこの布に包まれたものはあたかも透明になったように見える。ただし、洗濯すると塗料が落ちてしまう。
警報人形（けいほうにんぎょう）
アニメ第101回「真夏の花博で大百科外伝をみつけ出せ!」
大百科には未掲載で、改良の余地がある失敗作を掲載した「奇天烈大百科外伝」にのみ掲載された道具。小さなからくり人形で、侵入者を発見すると持っている鐘を鳴らして知らせる。未完成品であるため、一度動いて機能するとすぐに壊れる。
決戦たいまつ（けっせんたいまつ）
新第5巻収録「決戦たいまつで万能スポーツ選手ナリ」
火を点けることで運動能力が上がる松明。近くに対戦相手や競争相手がいない場合は効果がない。また、競技だけでなく、草むしりや水に溺れるといったことまでも競い合ってしまう。
血統乾板（けっとうかんばん）
アニメ第221回「野菜か相撲か!? ブタゴリラの血統書」
三脚付きのカメラで、モニターが付属したレントゲンカメラのような働きを持つ。レントゲン撮影のように上半身裸になりモニターに胸部を当てながら撮影すると、その人物が血統と才能を引き継いだ先祖がモニターに浮かびあがる。服を着た状態では撮影できない。その先祖は江戸時代は勿論、原始時代も含まれる。作中ではキテレツが奇天烈斎（発明の才能がある）、みよ子が良妻賢母風の女性（詳しい時代は不明）、ブタゴリラが母・小百合の曾祖母（女相撲では強くなかった模様）、トンガリが原始時代の金持ち（石のお金を大量に持っている）と判明した。
仮病枕（けびょうまくら）
アニメ第133回「究極のずる休みグッズ! 仮病マクラ」
知人の女性の望まないお見合いを中止させるために奇天烈斎が作った。木製であり、枕に入れて使う。使用すると特殊な発熱伝導体により熱が出てしまう。
獣の涙（けもののなみだ）
新第5巻収録「動物の声を聞くナリ」
液体状の薬品。この薬品をかけると、人間が動物、動物が人間に変身する。人間に変身した動物は人間と同様に人語を話したり、手で物を掴んだり、立って歩くことができる。年齢や性別は人間に合わせて換算された姿になるが、変身した時の姿は素肌、即ち全裸であるため、服を用意する必要がある。動物に変身した人間はどんな動物に変身するかもわからなず、人語は変身した動物の鳴き声に変わってしまう。元に戻す液体をかけること元の姿に戻れる。
嫌悪鏡（けんおきょう）
アニメ第250回「レンズ騒動! 秘密のコロッケは涙入り?」
片手で持てるサイズの手鏡。この鏡を自分で持って覗いた人は、今の自分の顔が嫌いになってしまう。誰かに持って貰いながら覗くと、反対に自分の顔が好きになってしまうことが後に明らかになった。大百科には「落として壊す人が多い」と書かれており、鏡の背部に小さな座布団状のクッションが付いている。
幻覚筒（げんかくとう）
新第1巻収録「恐怖満点の幻覚筒」
普通の出来事を恐ろしく感じさせてしまう道具。神経細胞を刺激する幻覚弾を頭に取り付けることで使用する。幻覚弾は発射筒を使用して取り付ける。
瞼写絵（けんしゃえ）
アニメ第199回「ハワイが消えた! 犯人はブタゴリラ!?」
サングラスのような形状をしている。コンピューターに接続してかけた状態で頭に特定の人物の顔を思い浮かべると、コンピューターに情報が伝達されてその似顔絵が描かれる。
嫌信丸（けんしんがん）
アニメ第124回「嫌信丸でズバリ! いい人悪い人」
この紫色の丸薬を食べると性格の良い人物は疑り深くなる。逆に性格の悪い人物は何でも正直に行動してしまう作用があることも判明した。薬の有効時間は10分間で、飲むとしゃっくりと共に目つきが変化して効果が始まる。薬の成分が人間の脳神経に特別な刺激を与え、見聞きしたものを素直に信じられなくなる。薬は微量でも効果がある（作中ではキテレツが嫌信丸を作った手を洗わずに料理を手伝ったため、料理に嫌信丸の成分が染み込んでしまい食べた人全員に効果が現れた）。『ドラえもん』のジキルハイドに似た効果を持つ。
元服真綿（げんぷくまわた）
アニメ第205回「ネコの集会! 夜中に消えたパパとママ」
元服(現代の成人式)の際、12 - 16歳頃の身体を立派な体格へと見せかけるために奇天烈斎が考案した。この綿を服の中に入れて着用すると、すぐに膨らみ大人の体形になるが身長は伸びない。
拳法丸（けんぽうがん）
新第6巻収録「パパとママのプロポーズ」
この薬と飲むと、拳法の達人のように強くなる他、体に炎を纏ったり、決めポーズで雷を落としたり、衝撃波を出すことができる。薬は数時間で効果が切れる。
犬話機（けんわき）
アニメ第170回「世紀の名犬! のら犬ベンからの贈り物」他
ある犬好きの将軍のために奇天烈斎が作った。電話機の受話器部分のような形状をしており、小さい部分を口に当てて喋ると人間には雑音にしか聞こえないが犬には通じ、逆に大きい部分を耳に当てると犬の鳴き声が理解できる。
第217回では、大幅に感度の高い「新犬話機（しんけんわき）」に改良された。兎などの鳴かない動物に対しても、その動物の言葉が理解できる別の動物(作中では鶏)の言葉を介することで、動作や意思を推測できるようになった。
獣話機（じゅうわき）
アニメ第255回「みよちゃんのBF!? ライオンがノック」
犬話機をキテレツが改造したもの。動物全般と会話できる道具。

恋念写（こいねんしゃ）
アニメ第274回「とんだアップル? みよちゃんの初恋物語」
好きになった人のことを誰にも言えないで病気になってしまう人が大勢居た江戸時代。病気の原因である思い焦がれる人を突きとめて心の重荷を軽くしようと奇天烈斎が発明した。前部レンズが伸縮し飛び出すカメラ。このレンズ先端を額に当てつつ対象は目を閉じた状態で撮影し、写した印画紙を現像液に付けるとその人物の大事な人や物が浮かび上がる。
航時機（こうじき）
第6話「片道タイムマシン」・アニメ第18回「エジソンに会っただれにも言えない夏休み」他
外装が木製のタイムマシン。原作では一度しか登場していない。
アニメでは作中で何度も登場する。普段は木手家の物置に格納されている。長さ2.2メートル、幅1メートル、重量180キログラム。
第315回によると、昨日・一昨日など近い過去にいくのが得意ではなく、また時間の最小単位は1日より細かく設定できないため昼から夜へ移動することもある。『ドラえもん』で言う航時法のような規制はないが、キテレツの信念として「私欲のために過去へ行かない」「過去を変えるような危険はしない」と決めている。第167回では、過去へ行って過去をいじっても現在を変えることはできないと判断した。
奇天烈斎の書には使用者の時代より未来へ行くことはできないとされるが、奇天烈斎自ら発明した航時機では現代へ来ている。第252回にて、みよ子が30年後へ向かおうとした際は回線がショートを起こし約50年前へと飛ばされてしまった。第293回にて、時空移動中にコロ助が如意光の拡大光線（このときは赤光線）を偶然押してしまい、現代より25年後の未来世界へタイムスリップできた。一定時間経過で航時機を時間移動先から元の時代に転送する自動帰還装置が搭載されている。
話によっては「○○年前のアメリカへ出発」と指定するなど、タイムスリップ後に出発地とは異なる目的地へ移動することも可能であり、空間的な瞬間移動機能も備えている。使用するためには何らかのエネルギー源が必要とされる（アニメ第168回「ゾー!!江戸時代から来た大きな迷子」）。タイタニック号沈没時へ行った際には濃霧対策として大型ライトを装備した。
奇天烈斎の製作した航時機にはいつの時代からタイムスリップしてきたか記録されている箱物があり、キテレツはそれを解析するのに2・3日かかった。その開発史は「鶏が先か卵が先か」的なパラドックスが存在している。
航時機の定員は3席分が確保されているが後部に座ることで4人以上乗ることも可能で、キテレツ・コロ助・みよ子・ブタゴリラ・トンガリの5人で乗ることが多い。ただし、アニメ第179回「コロ助の時代!コロッケ5円でバス10円」において、キテレツは5人では定員オーバーと証言しており、走行時にバランスが崩れた一面もあった。
木製であるため壊れやすく、行った先の過去で壊れて帰れなくなりかける事態に幾度も陥った。また大事なときに限って「オーバーホール中」であることが多い。精密機器であるにも拘わらず、前部の配線はむき出しである。
鍵は付いておらず、キテレツ以外の者（コロ助、みよ子、ブタゴリラ、トンガリなど）が勝手に動かし、トラブルを起こすことが多い。材料費や開発の時間がかかる発明品であり、最低3か月はかかる。
空中を飛び回るための道具としても使用したこともある。アニメ版最終回でも重要な発明道具として活躍。
洪水警棒（こうずいけいぼう）
アニメ第233回「ブタゴリラ探偵団! 餌はトラック一台分」
シリンダーのような円筒の形状をしており、塩分を含んだ水に近づけると反応し筒の中で赤色の目盛りが上昇する。
黄門印籠（こうもんいんろう）
アニメ第26回「ひかえい! 黄門サマは大悪人?」
水戸黄門に出てくるような印籠。この印籠を持って「この印籠が目に入らぬか!!」と言うとたとえどんな人でも「ははーっ」と頭が上がらなくなる。
御機嫌水（ごきげんすい）
アニメ第302回「夏休み目前! まだまにあう通信簿対策」
薬の麝香を元にして作った香水のような液体。この液体を空気中に吹き付けたり、墨などに混ぜて紙に字を書くと、それを吸った者の心を安らかにする働きがある。なるべく長い時間香りを嗅がせると効き目が出る。ただし、材料をそろえるだけでも最低１ヶ月はかかる。
極楽霧（ごくらくぎり）
新第2巻収録「極楽霧ですずしい夏を!?」
見た目は霧吹きのような道具。この道具から出る霧を浴びると、熱の感じが逆になる。気温の高い場所にいたり、重ね着をすると、寒く感じ、熱い料理も冷たく感じる。逆に気温の低い場所にいたり、服を脱ぐと、熱く感じる。霧を大量に浴びると効果が増すが、ストーブの傍にいるだけで身体が氷漬けになってしまう恐れがある。
こころみの家（こころみのいえ）
第35話「ままごとハウス」・アニメ第7回Aパート「みよちゃんとままごとハウス」他
中に入ると、特殊な放射線の効果によって本当の夫婦のつもりになる。『ドラえもん』の即席スイートホームの効果を持つ。
アニメでは後にキテレツによって、中の様子を映し出すカメラが設置された（アニメ第139回「のぞかないで!! トンガリの夢の新婚生活」）。
思い出ハウス（おもいでハウス）
アニメ第48回「思い出ハウスで仲直り」
こころみの家をキテレツが改造したもの。夫婦が中に入ると昔の新婚時代を思い出す。

御赦免印籠（ごしゃめんいんろう）
アニメ第101回「真夏の花博で大百科外伝をみつけ出せ!」
大百科には未掲載で、改良の余地がある失敗作を掲載した「奇天烈大百科外伝」にのみ掲載された道具。相手に向けるとその動きを止め、何をしても許されるようになる。未完成であるため、使いすぎると壊れる。
こども町正門（こどもまちせいもん）
第31話「ボール紙の町」・アニメ第8回Bパート「ミニタウンで遊ぼう」
通ると、体が小さくなる門。『ドラえもん』のガリバートンネルの効果を持つ。
アニメでの名称は「縮小門（しゅくしょうもん）」。
コタツムリ
アニメ第77回「ポッカポッカ! コタツムリで春がきた」
携帯用暖房機。スイッチを入れると、半径数メートル内が温かくなる。作中では当初、キテレツが出力調整回路をつけ忘れたのが原因で高温になり、コタツムリを取り付けた自転車に積んであった野菜と果物が焼けたり、煮詰まってしまった他、コロ助が熱でのぼせてしまった。
木霊南瓜（こだまカボチャ）
アニメ第282回「謎の物体! ノックを返す八百八カボチャ」
江戸時代、どれだけ作ってもカボチャ泥棒に盗まれ悩まされていた村人のために奇天烈斎が何年もかかって開発した。南瓜畑に「この南瓜たたくべからず」との看板を建て、つい叩きたくなる人間の心理も利用し泥棒を格段に減らした。秘蔵の南瓜として現代の地元農家に伝わっていた。一見普通のカボチャだが内部の縦中心に長い膜があり、上部を叩くと音が反響し跳ねるようにカボチャ自体が揺れ動き、見る人を驚かせる仕掛けになっている。
古文書香（こもんじょこう）
アニメ第138回「子どもなら見たい!! パパとママの通信簿」
特殊な煙の素を中に入れ、ローラーで古い紙を中に通すことで特殊な煙を充填する装置。充填された煙は放出されると対象の紙と同じ紙やインクを嗅ぎ分け、その場所を指し示す。煙は数回出すと切れるため、また紙を中に通す必要がある。煙は風によって吹き飛ばされる恐れがある。
コロ助（ころすけ）
第1話「ワガハイはコロ助ナリ」以降、全話

カラクリロボット。キテレツが『奇天烈大百科』の「からくり人間製法」を参考として、最初に作った発明道具。
コロ姫（コロひめ）
新第1巻収録「妹がほしいナリ」
コロ助のリクエストでキテレツが作った女の子のカラクリロボット。外見はコロ助と似ているが、背中に「A」「B」「C」と書かれた3つのボタンがあり、どれか1つ押すと、ロボットの外見・性格・能力が変わる。Aはロマンチックタイプで、黒い長髪が特徴。動物を愛する優しい性格で、家事などをテキパキとこなすが、オーバーな所もあり、キテレツが蚊を潰しただけで取り乱したり、墓を作ってお参りするほどである。Bはスポーツマンタイプで、ポニーテールが特徴。相手を投げ飛ばしたり、片手で鍵がかかったドアを開けるなど、腕っ節は強いが、活発な性格であり、変身した直後に人を投げ飛ばしたり、周囲の者たちをトレーニングに巻き込むなど、強引な所がある。Cは学者タイプで、眼鏡と天然パーマが特徴。礼儀正しく、学力が優れている。欠点はなく、キテレツとはウマが合うが、それを見たみよ子は「馴れ馴れしい」とヤキモチを妬いていた。
作中では不良たちに殴り飛ばされたコロ助とぶつかった拍子に壊れてしまい、コロ助を不良たちに向かって投げ飛ばしたり、コロ助を追いかけて暴走してしまった。

## さ行
再生帽（さいせいぼう）
新第2巻収録「がんこじじいのひみつ」
煙突のような形をした帽子。これを頭の上に乗せると上の穴から煙が出てきて、その人が頭の中で考えていたことが煙の中に映し出される。煙の映像からは音や声が出てくる。
逆あがりこぼし（さかあがりこぼし）
アニメ第27回「やればできる! 逆あがり必勝法」
体の重心を調節する道具。『奇天烈大百科』での表記は「逆上りこぼし」。
捜しっぽ（さがしっぽ）
新第4巻収録「なくしものをさがせ!!」、アニメ第161回「春の珍事! 時刻表を書いたブタゴリラ」他
狐の尻尾のような形状をしている。最後に落とし物をした場所を掃き、そのまま尻に付けると落とし物を感知した時に赤く発光し対象物の方向を指す。使用者が四つん這いになって歩くとさらに感度は増すが、一度付けると捜す対象を見つけるまで決して取れず服ごと脱ぐこともできない。
アニメ第306回「相手はだ〜れ ペンフレンドくるみちゃん」では「探し物が見つかっていなくても尻尾の取り外しは可能」という設定になっている。
『新キテレツ大百科』における大百科での表記は「捜しっぽ」。
下がり目人形（さがりめにんぎょう）
アニメ第324回「人生一度の晴れ舞台? 熊田薫送辞を読む」
上がり目人形に見つめられてしまった人たちを元通りにするために制作された青色の着物を着た人形。気持ちを落ち着かせる効果を持っており、この人形の正面に座りにらめっこをして勝利した人は、元の状態に戻り人形も笑顔になる。
錯覚糖（さっかくとう）
アニメ第178回「トンガリドッキリ! ブランデーと錯覚糖」
無いものを有るように見せる働きをする粉末状の薬。容器に入った少量の液体に入れたり、食べ物の残り滓にふりかけると錯覚で量が多く見えたり、食べる前の状態であるように見える。冷凍庫に入れるなど低温状態で早く効果が現れる。錯覚なので食べようとしたりすると消えてしまう。ブタゴリラは未完成の宿題ノートに粉末をふりかけたが効果は無く、キテレツは「そんな便利には出来てない」と否定した。
錯覚水（さっかくすい）
アニメ第178回「トンガリドッキリ! ブランデーと錯覚糖」
有るものを無いように見せる、錯覚糖とは正反対の働きをする液体。これを霧吹きに入れ満杯の液体が入った容器などにかけると、錯覚で内容量がみるみる下がり少なく見えるようになる。
参勤包帯（さんきんほうたい）
アニメ第177回「転校御免! みよちゃんサンキンホータイ」
参勤交代に行きたくない地方大名の家来が江戸に行かなくて済むように奇天烈斎が作った。腕に巻くとそこだけが紫色に変色し、病気に見える。「参勤交代当事者の腕に巻くべし」と大百科に書かれており、当事者の男性が使用するためのもの。女性には効きが遅い(丸一日ほどかかって腕全体が変色した)。あくまで仮病の道具であり、江戸時代では変色した腕を見た人は重い病気だと思ってしまうが、現代では医師に見せるとすぐにバレてしまう（作中ではコロ助がそう言っている）。
酸素製造薬（さんそせいぞうやく）
第4話「キッコー船の冒険」
水から酸素を作り出す薬。亀甲船の動力として使用。鼻の穴に塗ることで水中で呼吸することもできるようになる。
三半鏡（さんはんきょう）
アニメ第61回「こわいの飛んでけ! 三半鏡でバッチリ」
船酔いしやすい人のために奇天烈斎が作った。両耳に付けると揺れを感じなくなる。ただし片耳だけ付けた場合は三半規管がメチャクチャになってしまい、気絶してしまう。
幸せの青い虫（しあわせのあおいむし）
新第6巻収録「幸せは虫が飛んでくるナリ」
スズムシ型ロボットが入っている小さい家。運で困っている時、この家の穴にエサとなるものを入れると、それを食べたロボットが出てきて、エサを与えた者の頭の上に乗って鳴き声を放つ。すると、それに見合った運が訪れる。与えたエサの良さによって鳴き声や運の良さが異なり、良い食べ物ほど、鳴き声や叶えられる運が良くなる。
作中ではトンガリの時はチョコレートを与えた際、くじ引きで1等が当たった。勉三の時はパンの欠片を与えた際はガールフレンドとすれ違うだけだったが、メロンを与えた際はガールフレンドと共に結婚式のパンフレットのモデルになって彼女にキスされるという運が訪れた。ブタゴリラの時は自分の鼻くそ（それを食べたロボットは「オエー」という鳴き声を放った）を与えた際、母ちゃんから小遣いを貰おうとするが、母ちゃんに金だらいで頭を殴られた。
時間逆転機（じかんぎゃくてんき）
アニメ第71回「あと5分! そんなときこそ時間逆転機」
脱時機をキテレツが改良したもの。付属の光線銃からの光線を当てた対象を五分前の行動に戻す。
地獄（じごく）
第28話「地獄へいらっしゃい」
地獄を模したテーマパーク。
1990年に発売されたゲームに使われたことでも有名。
フジテレビ版アニメでは映像化がされていないが、2022年6月25日の「ドラえもん」で登場人物を変えてアニメ化されている。
地震発生機（じしんはっせいき）
第14話「地震の作り方」・アニメ第48回Aパート「地震のつくり方」
音叉がついた装置と銃がセットになった道具。奇天烈斎が生きた安政年間は江戸に何度も大地震があったため、日頃から地震に対応できるように製作された発明道具。共振現象を利用して揺れを起こすニセ地震発生機である。
自信満々鏡（じしんまんまんきょう）
アニメ第235回「トンガリ改造! ママ〜なんて言わない!」
奥方に甘やかされて育った若様に自信を持たせようと殿様の依頼で作った眼鏡。かけると自分より強い者が弱く見えたり、攻撃してくる相手がゆっくりに見える効果がある。
作中ではトンガリが使用したところ、トンガリから見た人たち（6年生の虐めっ子たち、佐々木先生、ブタゴリラ）は外見が乙女チックになっており、口調や仕草も女性っぽくなっていた。この道具によってトンガリは男らしくなったが、ベッドのマットでスパーリングをやったり、炊飯器の中の御飯をしゃもじですくって食べるなど、性格や行動が荒々しくなっており、キテレツからは「危ないくらい上手くいきすぎた」、トンガリのママからは「あれなら前の性格の方がマシ」と評された。
自然環境檻（しぜんかんきょうおり）
アニメ第30回「コロ助とチビゴリラの友情物語」
物置のような形状をしている。中に入ると一種の催眠効果が働き、ジャングルのように見える。
自動掘削機（仮称）
第28話「地獄へいらっしゃい」
くず鉄置き場に放置してあった機械をキテレツが回収し、コンピュータを組み込んで改造したもの。小型のブルドーザーのような外見でリモコンで動き、地中を掘り進む。設計図などの指示に従って自動で工事を行える。
指名扇（しめいせん）
アニメ第151話「教室で指名されたくない人へ! 指名扇ナリ」
扇の中骨中央部に小さなでんでん太鼓のようなものをぶら下げた紐がいくつも付いている紙製の扇子。扇ぐと太鼓部分から特殊な音波が発生し、相手の意識を撹乱させる。
写楽版（しゃらくばん）
アニメ第167回「アットホーム!? 一家そろって記念写真」
レンズやフィルムの性能が悪かった江戸時代、カメラで肖像写真を撮影する際に長い露光時間の間に被写体となった人物の表情が崩れるのを解消するため奇天烈斎が作った。不自然な笑顔で映った写真をこの機械に挟み、顔以外の部分を隠すと約一晩でその笑顔を自然な写りへと修正する。
臭覚天狗（しゅうかくてんぐ）
アニメ第108回「ワーオ! はずかしがり屋の石焼〜きイモ」他
匂いを覚えさせ、覚えた匂いに会うと鼻が光り出す天狗の人形。強い匂いのそばだと鼻がきかなくなるという欠点がある。
臭覚マスク（しゅうかくマスク）
アニメ第28回「コロ助がお見合い」
付けると犬並みの嗅覚を発揮できるマスク。
獣類操り機（じゅうるいあやつりき）
第27話「動物芝居を作るナリ」・アニメ第2回Bパート「動物しばいを作るナリ」他
受信機を獣類の体の各所につけるとその動物をモニター付きコントローラーで操ることができる。また、使用者の声を操っている動物の口から流すことも可能。
アニメでの初期名称は動物あやつり機。これでコロ助は動物劇を作ろうとするが、ベンを助けるためにいじめっ子を獣類操り機で懲らしめようと試みる。後に名称は「獣類操り機」となっている。
第210回では、野良猫に受信機を混ぜた餌を食べさせて操った。ただしコントローラーに異常があった際は、猫が奇妙に踊りだしてしまった。
第218回では、受信機に含まれた受信液を動物の体に吹きかけることで同様の効果を発揮した。
獣人化器（じゅうじんかき）
新第4巻収録「キテレツが強くなった!?」
進化の過程で枝分かれしたあらゆる動物の能力を引き出すことができる道具。ただし、長時間使いすぎると体も変化してしまう。
獣話機（じゅうわき）

縮小門（しゅくしょうもん）

熟睡頭巾（じゅくすいずきん）
アニメ第283回「新春冒険! みかん長者の書き初め!?」
被った者を眠らせる効果がある頭巾。頭から被るのではなく顔面を覆うように被せると、対象者は一瞬で深い眠りに落ち、頭巾を取り払っても効果は一定時間続く。
瞬間解氷剤（しゅんかんかいひょうざい）
アニメ第36回「ブタゴリラのスケート特訓」
氷を溶かして水に変える薬品。
瞬間成長丸（しゅんかんせいちょうがん）
アニメ第43回「ブタゴリラのあこがれは年上の女の子?」
飲むと一時的に七年から十年成長する薬品。
瞬間氷結剤（しゅんかんひょうけつざい）
アニメ第36回「ブタゴリラのスケート特訓」
水を凍らせて氷に変える薬品。
昇月紗（しょうげっしゃ）
第8話「江戸時代の月面図」・アニメ第3回「手作りロケットで月までアドベンチャー」
二枚の昇月紗をずらすことにより重力を0から1Gまで調節することができる。キテレツは昇月紗を利用して土管で月へ向かうロケットを作った。
アニメでは月の引力を利用し無重力を0 - 無限大にすることができ、金団雲などを作る際にも使われた。
小昇月紗（しょうしょうげっしゃ）
アニメ第114回「大そうじ募金 勉三さんに愛の手を!!」
手のひらサイズの昇月紗。見た目とは裏腹に重い家具を持ち上げたり、十数メートル離れた場所にいる人を動かすことができる。

勝毒丸（しょうどくがん）
アニメ第134回「アウトドアライフ! ブタゴリラ修業の旅」
アニメ中で詳しい説明はなかったが、飲むことにより食中毒を治すことができる。
商売半鐘（しょうばいはんしょう）
アニメ第303回「どーして? ボクたち臨時の八百八屋さん」
叩くと半径1Km以内の人を引き付ける効果を持つ音色を鳴らす鐘。
招福招き猫（しょうふくまねきねこ）
アニメ第202回「日本一の福袋 遂に出ました100万円」
ある女性が住む豪邸の土蔵に保管されており、様々な福を呼び込むため女性は高齢になるまで大切に保管していた。ひょんなことからコロ助の手に渡り、後に大百科に掲載されていることが判明したものでキテレツが作製した物ではない。招き猫の形状をしている。同梱の巾着袋には古銭と説明書きが入っており、「これを猫の口に入れ願をかけるべし」との一文がある。古銭を猫の口に入れると対象となった人物や対象物に近い所にいる人物を引き寄せ、自らの願い事が叶う仕組みになっている。古銭を入れれば入れるほど力を増し、人間はその場にじっと立っていられないほど強い力で吸い寄せられる。招き猫に入れた古銭は招き猫の中で化学変化を起こしエネルギーに変わるため、招き猫を解体して取り出すことはできない。古銭は数十万円以上の価値がある。
食物変換ふりかけ（しょくもつへんかんふりかけ）
アニメ第23回Aパート「ふりかけはコロッケの味」他
どんな食べ物でも味や食感を変えてしまうふりかけ。作中では煎餅や野菜全般をコロッケ味へと変換できた。大百科を見ながらコロ助も自力で製作している。
後に納豆味・たくあん味も登場しており、香りや納豆の粘りも本物と同じになる。
新回古鏡（しんかいこきょう）

蜃気楼鏡（しんきろうきょう）
第3話「しん気ろうでやっつけろ」・アニメ第141回「クーラー不要! 怪談・百丈島スイカ御殿」他
人工的に蜃気楼を発生させる装置。位置を調整すれば遠方の景色を映し出せる他、キテレツは奇天烈斎のアドバイスによりビデオを接続することで映像を直接映し出せるように改造した。
アニメでは蜃気楼で映った景色を少しずつ動かすリターン装置という機能もあり、それを用いるとまっすぐ歩いているつもりでも同じ場所を回っているだけになる。蜃気楼の有効範囲は約20メートル。新・蜃気楼鏡というものも登場した。
新・しん気ろう鏡（しん・しんきろうきょう）
アニメ第325回「ブタゴリラ学説! 蜃気楼は貝から出る?」
キテレツが蜃気楼鏡の中身を法螺貝の内側に組み込んでアレンジしたもの。動力は電池。パソコンから映像データを取り込み、空気中の粒子に映すことで蜃気楼を発生させることができる。ところが貝殻の構造の影響で残像が通常よりも強くなってしまい、映した蜃気楼を見るとその後一時的に蜃気楼の残像が近くの人物に重なって見えてしまい大騒ぎの原因となる。眩しい太陽を見た後に他の景色を見ると眼に焼き付いた太陽が残って見えるのと同じ原理であり、映像への想いが強過ぎると現象が長い時間続いてしまうが、しばらく経過すると通常の視界に戻る。

枢破天狗（すーぱーてんぐ）
第32話「スーパー天狗」
付けると強靭な体となりX線で透視ができるお面・怪力面と、強風を呼び飛んだり相手を吹き飛ばせる羽うちわのセット。正義の味方となり、呼ばれると本人の意思とは無関係に問題解決しなければならなくなる。
水中呼吸膏（すいちゅうこきゅうこう）
第29話「海底の五億円」・アニメ第9回「コロ助と赤ちゃん恐竜! 南の海の大冒険!!」
塗ると水中で皮膚呼吸ができ、水圧にも耐えられるようになるクリーム。
名称はアニメが初出。
水中呼吸スプレー（仮称）
アニメ第329話「五月の恐怖！のろわれた鯉のぼり」
水中の酸素から皮膚呼吸ができるようになるスプレー。作中では正式な名称は呼ばれていない。
助太刀人形（すけたちにんぎょう）

声帯包帯（せいたいほうたい）
アニメ第80回「極秘情報! ブタゴリラは女だった?!」
男性の喉に巻くとその声が女性の声になる。
成長小槌（せいちょうこづち）
アニメ第59回「骨折り損のくたびれ小槌」
対象を赤の方で叩くと若返り、青の方で叩くと成長させる小槌。
ぜったい軍配（ぜったいぐんばい）
新第6巻収録「ぜったい軍配で大逆転ナリ」
見た目は相撲の行司が持っている軍配。争っている2人の前で軍配を持って「この勝負、○○（争っている内の一人）の勝ち!」と言うと、その人物は相撲技で相手を投げ飛ばして勝つようになる。作中では夫婦喧嘩や相撲の真似事だけでなく、駄々をこねる子供といいなりになっている母親にも効果があった。
仙鏡水（せんきょうすい）
第38話「仙鏡水」・アニメ第13回「雲の上のスイートホーム」他
人間が乗れる雲を作る液体。出来上がった雲は雲シャベルで加工することができる。また、雲の水蒸気を水に戻して飲料水にできる他、水を分解して水素を取り出すことで燃料ガスとしても利用できる。団扇で仰いだり、ラジコン飛行機を取り付けることで雲を動かすことができる。強風（飛行機による風など）や障害物に弱く、強風で雲が千切れたり、障害物に衝突すると雲が消えてしまう。
第176回ではヨットの形状へ雲を加工し、帆を取り付けて上空を移動した。地上から上空への乗降は「熱気球」を用いる。
第257回では「熱気球」の下部へ雲を広げて作り、さらに風の道（気流）に乗ることで長距離の移動でも脚を伸ばしてゆっくり乗ることを可能にしている。しかし天気が変わり風に流され過ぎたため、実際には上手く目的地に辿り着けなかった。
前世探知機（ぜんせたんちき）
アニメ第123回「ワガハイがチンチン電車だった頃…」
金槌のような形状をしており、スイッチを押すと先端部分だけが按摩器のように振動する。これを人間の胸部に当てると、特殊な電波で前世の記憶を呼び戻すことができる。呼び戻された対象者は、ほんの暫くのあいだ過去と同じ動作で動いてしまう(作中ではトンガリが「ゴキブリ」、コロ助が「路面電車」)。これをきっかけに喧嘩が始まってしまったことから、「なんだか争いの種を作ってしまったみたいだ」とキテレツは後悔している。
潜地球（せんちきゅう）
第16話「潜地球」・アニメ第1回Bパート「潜地球で宝さがし!」他
その名の通り、地下探索のために地中へと潜るための球状の乗り物。2人掛けの座席を設置しており、その後部に立つことで最大5人まで搭乗可能。乗り込んで起動することにより物体をすり抜け、地底を進むことができる。原理はかべぬけ服と同じ。また、魚雷も搭載可能。上部には地上の状況を確認するために伸縮棒の先にカメラが付いた潜望鏡がある。
アニメでは普段、木手家の庭に埋まっている。高さ1.6メートル、直径1.3メートル。地下探索を想定した乗り物であるはずだが、地下水脈に流されたり、熱湯や地震に弱い。潜望鏡にはマイクを通して地上と話せる機能が有り、カメラレンズを外すと燃料パイプを内部に向かって挿入することも可能。地上からも操作できるコントローラーのリセットボタンを押すと、地中で故障した場合にも自動で地上へ上昇できるよう設計されている。
第277回「ギネス珍記録⁉︎一日だけのクラス委員」では、人工衛星を用いた航行装置であるSNS(satellite・navigation・system)を組み込み、目的地まで迷わず辿り着けるようになった。
第294回「妙子遭難！トラに食べられそうなんです」では、内部モニターにポケットTVのチューナーを組み込み映像を受信できている。
航時機と同じく、材料費と開発の時間がかかっており、一睡もしないで作った場合、最低二週間はかかる。
千里鏡（せんりきょう）
第8話「江戸時代の月面図」・アニメ第3回「手作りロケットで月までアドベンチャー」
無線ファックス。送信機のカメラが捉えた映像を受信機がプロッターのように一枚ずつ筆で描き上げる。
千里耳（せんりみみ）
アニメ第275回「謎のスイカ爆弾! 伝説のボウラー熊八?」
聴診器のような形状をしており、使うと遠くの音も簡単に聞き取れる。コロ助は2階の部屋に座った状態からこれを畳に当て、1階の人物の声を正確に聴き取ることができた。
千両小旗（せんりょうこばた）
新第2巻収録「大スター、コロ助!?」
コロ助の高さ位の旗。この旗を背中に装備すると、それを見た人は旗の装備者を大スターとして扱ってくれる。旗を手に持っても効果が発揮されない。また、効果があるのは旗の装備者を中心に半径数十 - 数百メートル内の距離から見ている者たちだけであり、テレビを通じて旗の装備者の姿を見た者には効果がない。
操縦座（そうじゅうざ）
第40話「さらば大百科」
中に乗り込んだあと小型化し、動物に食べさせることによって食べた動物を操ることができる。
即時はくせい光（そくじはくせいこう）
アニメ第81回「キテレツ流、トキ救出大作戦」
ピストルの形をした道具。ケガをして仕事ができなくなってしまった剥製作りの名人である知り合いのために、奇天烈斉が発明した。この道具から放たれる光を浴びた生物は剥製になり、もう一度浴びせるとその生物を元に戻せる。
創魂器（そうこんき）
新第1巻収録「巨大ロボット戦争!?」
椅子や机などの物体が持つ魂を引き出すことができる道具。この道具で作った魂の素という蝋燭を動かしたい対象に乗せると動くようになる他、人間の言葉を話すようになる。複数の物が合体すると太くて大きい蝋燭になる。魂を引き出された物体には自我があり、文句を言ったり、人間に襲いかかることもある。蝋燭が全て溶けると動かなくなる。
草根刀（そうこんとう）
アニメ第308回「豊年マンサク! 山田の中のコロ助カカシ」
仇討ちの相手を捜索するための刀で、唐倶利武者に装着することができる。捜したい相手やその道具に反応すると、自動的に刀が鞘から出入りし見つけた方向へと引き寄せる力がある。
操時針（そうじしん）
新第1巻収録「操時針で大パニック!!」
光を当てた対象の時間を操作する箱型の機械。空間を移動するエネルギーを時間を移動するエネルギーに変化させる。雷や地震などの自然エネルギーや人間の怒りの感情を上部の収集/散布口から供給して使用する。
足跡ローソク（そくせきろうそく）
アニメ第260回「コロ助のペット! ひらがなのかおる!?」
捜したい相手を見つけるための道具で、手持ちの蝋燭立てと蝋のセット。持ち物の一部を溶かして作った紫色の蝋に火を付け、さらにそれを吹き消すと白煙が対象の影と足跡に沿って動き出し浮かび上がらせる。

## た行
大シャボン玉水とストロー（だいシャボンだますいとストロー）
アニメ第15回「シャボン玉ドーム」
巨大なシャボン玉を作ることが可能なシャボン水とストローのセット。シャボン玉は人間が入れるほどの強度を持ち、ドームのようにすることも可能だが、穴が空くと破裂する。
宝物探知機（たからものたんちき）
第29話「海底の五億円」・アニメ第142回「謎また謎 氷曜日のカキ水パーティー」
発信器と受信機のセット。発信器を潮流にのせて流し、発信器が宝物を見つけると場所と価値を受信機に通知する。
アニメでは掃除機のような形状をしている。棒部分の先端を地面に向けて使い、先端が地面にある宝物の上に乗るとランプが点滅する。後にキテレツによって原作の形状に近い「新宝物探知機（しんたからものたんちき）」が製作された（第172回「海底SOS! 龍宮の使いと金歯のサメ」）。
田吾作（たごさく）
アニメ第189回「実りの秋! 田んぼのアイドル田吾作ナリ」、新第5巻収録「野菜作りはおまかせ!!」
胴体と腕が樽の形状をした一頭身のからくり人形で、二本足にはローラーが付いており自走することもできる。アルコールを燃料とし、搭載されたセンサーで空気の乱れを感知すると動き出す。樽の背部から2本の扇子が飛び出し、バチを持った両腕は樽の前面を叩き祭囃子の音楽を鳴らして踊り出す。樽の上部から燃料を注ぎ込むが、作中ではお杉が間違って酢を注入したり小鳥が樽内部に入り込んだりしてセンサーが壊れてしまった。一度燃料を入れてしまうと無くなるまで動作を停止させることは不可能。
漫画版では目が付いており、人語を話す自律系ロボットという設定になっている。畑を作って種を蒔き、栄養を含んだ雨や太陽光線で育てて、数時間で野菜を作り出す。頑固な所があり、野菜を馬鹿にする者は許さない。
他言糖（たごんとう）
アニメ第270回「衝撃告白! 勉三さんはツンツルテン!?」
金平糖のような形状をしている。秘密を言いそうになった時に口に入れて息を吐くと、それを吸った相手にその秘密への興味をなくさせる。
たずね人ダマ（たずねひとダマ）
アニメ第116回「たずね人ダマでホワイトクリスマス」
対象の人物を探す人魂を作る道具。足跡を記憶させて飛ばすことで対象の元へ向かっていく。なお、人魂は風に吹かれると流されてしまう。
脱時機（だつじき）
第2話「脱時機でのんびり」・アニメ第12回Aパート「脱時機でのんびり」他
木製のランドセル型の道具で脱時機についている時計の針を進めると、脱時機を身につけている者は時間の流れから抜け出すことができる。止まっている相手に触れるとその人も同様に時間の流れから抜け出る。
アニメ第222回のキテレツによる説明では、脱時機から作り出された特殊な電磁波バリアに包まれた物体は通常の時間の流れとは別の時空(亜空間)を持つようになる。さらにバリアの波長を変化させることによりその物体は通常の空間から見れば時が止まっているように見える。光線を浴びた者のみを時間の流れから抜け出すバリアに包み込み身体全体が発光するように改造されたが、止まった相手に触れるとバリアが伝搬してしまう。効果は約1時間で、タイムリミットが近づくと本体から警告音が鳴る。
探知機（たんちき）
アニメ第275回「謎のスイカ爆弾! 伝説のボウラー熊八?」
木製のランドセル型の道具。詳しい効果の説明はないが、爆発物などに対して付属している2本の探知棒を近づけると反応するようである。作中では正式な名称は呼ばれていないが、次回予告では金属探知機と呼ばれていた。
力こぶ（ちからこぶ）
新第5巻収録「勉三さんにダンクシュートをさせるナリ」
頭につけるとイメージしたものになれる道具。ゴムボールや鉄の塊を思い浮かべれば体はそれらと同じ性質となり、運動選手をイメージすることでその人物と同じ能力を発揮する。
注射錠（ちゅうしゃじょう）
アニメ第183回「大どろぼう登場! その名は注射ジョー」他
特殊な液体を注射器を使って閉じた鍵穴に流し込むことで鍵を開けさせる。外国製の鍵穴でも液体の量を多くして流し込むことで難なく解錠することができる。ただし悪用されると非常に危険なため、奇天烈斎は「此れを使い終わりし時は直ちに廃棄するべし」との注意書きを記入していた。後にキテレツが反対に鍵を閉められるよう改造したが、鍵が壊れただけで失敗に終わった。
忠臣倉（ちゅうしんぐら）
アニメ第127回「世紀の大失敗作! チュウシングラナリ」、新第1巻収録「からくり忠臣蔵」
声 - 田の中勇
武家屋敷の倉型のからくり人形で、侍がかった口調で喋る。前部にある門の部分を展開して模造品の短刀や扇子を持つための片手を出すことが可能。殿と認識した人物に尽くすが、それ以外の人物には強い警戒心を向ける。お世辞や女性には弱く、プライドも高いため犬小屋呼ばわりされると怒る。命令されることに嫌気が指したコロ助のために制作され、コロ助を殿様と認識させて何でも従うようにプログラミングした。しかしキテレツの母を腰元、キテレツを茶坊主、勉三を浪人呼ばわりするなど言動において顰蹙を買ってしまう。さらにみよ子を除く周りの人物を強制的にコロ助に従わせたためにキテレツによって強制的に機能停止させられ、他者を褒め慕う「お祭り倉（おまつりぐら）」に改造されて口調も陽気な江戸っ子風になった。
漫画版では嗅覚が優れていたり、水上を移動したり、5人の人間を担ぐなど、アニメ版と比べて性能は良いが、「甘いものを食べると虫歯になる」と言ってケーキを没収する、立ち入り禁止の場所でコロ助たちを吊るす、そのことでコロ助に注意した警官を追い回すなど、アニメ版と同様に性格に問題がある。
超人水（ちょうじんすい）
新第3巻収録「大そうじはたいへんナリ!!」
瓶に入った水。この水を飲むと、上半身ががっしりとした体格になり、超人並の力を得る。洗濯機や車を持ち上げるほどの力だが、力の制御が難しく、壁にぶつかっただけで壁の方が崩れてしまったり、畳を叩き過ぎて穴を開けてしまうこともある。時間が経つと薬の効果が切れ、体が小さく萎んでペラペラの状態になり、息苦しくなるという副作用がある。その場合は水を浴びると、元の姿に戻れる。
鳥声器（ちょうせいき）
アニメ第288回「大激怒! カラスと八百八大戦争」
使用すると鳥の声を聞いたり、鳥に話しかけたりできる道具。機能は鳥心器の上位互換。鳥のくちばしの形をしているが、耳に当てると兎の形に変化する。
聴心器（ちょうしんき）
アニメ第109回「世にも奇妙な! おしゃべりな野菜たち」
聴診器のように使用し、対象となった植物の心の声を聞くことができる道具。
鳥心器（ちょうしんき）
アニメ第174回「鳥心器でドッキリ! 鳩のハートに大接近」
対象となった鳥類の心の声を聞くことができる道具。
超鈍速ジェット機（ちょうどんそくじぇっとき）
アニメ第218回「八百八のCM！アドバルーンで大売出し」
2人分の座席（長椅子）と操縦レバーだけの乗り物で、樽状のエンジンが座席の両端と背部に3つ装備されている。後部に跨がり3人乗ることもできる。速度はかなり遅く、高度も低くしか飛べない。かなりの静音設計であり、垂直に上昇下降して発進停止する。
鎮痛香（ちんつうこう）
アニメ第181回「ベンも仰天! 痛いのとんでけ〜鎮痛香」
香のように噴出された白い煙を身体の一部に塗りつけると、その箇所は強い衝撃を受けても痛みを感じず逆にすっきりした快感を覚える。効果は塗りつけた部分だけなので他の箇所は普通に痛みを感じてしまう。
通詞器（つうじき）
アニメ第18回「エジソンに会った誰にもいえない夏休み」他
英語など各言語の翻訳機で、耳に入れて使用することで異国語を自国語として理解し喋ることができる。
鶴亀伝記（つるかめでんき）
アニメ第311回「百丈島伝説! コロ助は浦島太郎の子孫?」
鶴や亀と会話できる道具、法螺貝の形状をしている。貝の口が開いている方を耳に当てて聴き、そのまま口に当てて話す。
つるりん袋（つるりんぶくろ）
アニメ第150話「遠足のアイテム!ブタゴリラ七品セット」
中国の秘草・蛇含草の成分を原料とし、紫色の巾着袋のような形をしている。野菜や果物を中に入れ袋の口を紐で閉じると一瞬で皮を分解することができ、シャープペンなどの金属も汚れを落とせる。
つんつるつづら
アニメ第28回「夢のつんつるつづら」他
セットになっている型紙と一緒に服を中に入れると、服が型紙と同じ大きさ・形状になるつづら。ただし、一度形を変えた物は二度と形を変えることができない。
第208回では、形状が変化するために一晩ほど時間がかかっている。長い時間放置した状態のまま使用してしまったので、つづらからはみ出すほど型紙より大きくなってしまう。
第289回では、型紙ではなく日頃着用している衣服と共に入れるよう調整されている。
梃子板（てこばん）
アニメ第305回「霊界探検! みんなであの世に行きました」
物に貼り付けるとそれが物を押す力を数倍にする道具。
徹夜面（てつやめん）
アニメ第307回「居眠り禁止! スカッと一撃徹夜メーン☆」
剣道着姿のからくり人形で走行も可能。眠っているあるいは眠りそうな人を付属の竹刀で叩いて起こす。コンピューターで特定の人物を入力しておけば、その人物が眠りそうになっても徹夜面は攻撃しない。狸寝入りをしている人にも攻撃しないが、徹夜面に攻撃しようとする者には攻撃を仕掛ける。
作中では勉三が誤って徹夜面に熱湯をかけてしまったことで回路がショートして暴走し、コンピューターに入力されている英太郎に付いて行き、電車や会社や車の運転者の中で眠りそうな人たちを見つけて攻撃した。
てれん袋（てれんぶくろ）
アニメ第99回「ツルの折れない人この指とまれ!」
手に着けると前に着けた人の手の動きを覚え、手がその通りに動く。
天眼鏡（てんがんきょう）
アニメ第106回「コロ助真っ青! チョンマゲを切られる!?」
紫色のゴーグル。これをかけて覗くと食べられるキノコとそうでないキノコを見分けられる他、キノコの名称がわかる。キテレツは食べ物の匂いを覚えさせて追跡する機能を取り付けた。
天狗の抜け穴（てんぐのぬけあな）
第20話「らくらくハイキング」・アニメ第5回「てんぐのぬけ穴でらくらくハイキング」他
赤いテープ。これを壁面に輪の形にして貼り、別の場所の壁面に同様に貼ったテープの輪に（時空間を歪めることで）瞬間移動する。複数のテープが貼られた場合、入り口側に一番近い方のテープとつながる。効果を持つのはテープを染める赤い染料であり、テープ自体は一般の物でもよい。
アニメでは長距離・短時間の移動手段として活用。ただし東京・ハワイ間といった長距離には使用できないとキテレツが証言している。しかし、初めて天狗の抜け穴を使用した際に、「世界中どこへでも……」と言っており、実際に日本・アフリカ間という長距離を移動したことがある。薬を混ぜすぎると磁気を強めてしまう恐れがあり、これが原因で空港の金属探知器で金属凶器類だと判断され、税関に没収されたことがある。『どこでもドア』との違いは、一方のテープが剥がれて輪の形が崩れると移動は不可能となる点、あらかじめ移動場所に誰かが行ってテープを貼らないと移動できない点、消耗品である点などである。コロ助のちょんまげ部分にも巻かれている。また、初期の頃は調節用のリモコンが付属していたが、次第に使われなくなった。
『ドラえもん』にも通りぬけフープやどこでもドアといった空間移動の道具が存在するが、「すでに行ったことのある2つの地点をつなげるという点」では、ワープペンの方が近い。
アニメ第291回「びっくり京都！あぶない天狗あらわる？」にてキテレツが京都府を訪れた際、天狗寺(架空)にある天狗と抜け穴の図を奇天烈斎は手本にしたことが明かされている。
てんぐのねじれパイプ
アニメ第29回「アッチッチ! 温泉さがして地底探検」
割った竹筒のそれぞれの縁にてんぐの抜け穴を貼ってある。

電磁刀（でんじとう）
アニメ第38回「王子と結婚!? みよこ姫」
刀身が光る棒状になった刀の形状をしている。障害物を磁力で避けたり、跳ね返したりすることが可能。電気ショックで相手を気絶させることもできる。ただし、使いすぎると刀身が壊れる。
伝書コウモリ（でんしょコウモリ）
アニメ第107回「トマトはナス テフテフは一体何ナリ」
コウモリのような形状をしている。目的地に白い布を出しておき、届けたいものをセットすると空を飛んで行き、その白い布の元まで届けてくれる。持てる荷物は2kgまで。『奇天烈大百科』での表記は「伝書蝙」。
唐茄子鏡（とうなすきょう）
アニメ第280回「大安吉日! カボチャカボチャの結婚式」
この眼鏡をかけると相手の顔部分だけがカボチャの形に変化して見える。大勢の人の前に立っても緊張せずに堂々と話せるよう製作された。ただし長時間かけ続けていると視界が酔い始め、まるで野菜畑に居るような感覚へと変化してしまった描写もある。
動物あやつり機（どうぶつあやつりき）

動物変身小槌（どうぶつへんしんこづち）
アニメ第31回「君こそスターだ! 浦島亀太郎」他
変身させる動物の名前を言いながら叩くとその動物に変身する。人間や人間並みの知能を持ったロボットが動物に変身した場合、動物の姿でも人語は話せる。
道楽つづら（どうらくつづら）
アニメ第136回「遊んでくれないパパたちへ! 道楽つづら」
掃除機のような形であり、部品として掃除機のホースも使われている。何かに夢中になっている人に当てると、そのことを忘れてしまう。掃除機のホースを外すことにより、吸い取ったエネルギーが放出されて対象が元に戻る。
土下座布団（どげざぶとん）
新第4巻収録「どっちがあやまるの?」、アニメ第145回「警察不用? 土下座ぶとんでゴメーン!」
江戸時代、腹を立てた殿様が相手に怪我をさせ藩が取り潰しになってしまった。そのようなことが二度と起こらないよう藩の家来たちに頼まれ奇天烈斎が作製した。
一見ただの座布団だが、座ると中に溜まった「土下座菌」が放出され、それを吸った者は何でも自分が悪いと感じ謝りたい気持ちになる。必要な材料を混ぜ合わせ一晩ほど培養し、この菌を座布団に植え付けてゆく。菌は日干しされると死んでしまうが、湯気で蒸らすことで復活する。『ドラえもん』のペコペコバッタの効果を持つ。
新キテレツ大百科における作中および大百科での表記は「土下座ぶとん」。
土壌すくい（どじょうすくい）
アニメ第194回「秋サンサン! 隅田川から愛をこめて」
底が網になった籠の形状で、これを通して土を振りかけると特定の土とそれ以外の土を成分で選別する。潜地球の潜望鏡部分に接着剤を塗り付着させると、潜地球内のレーダーから捜索することができる。
取り寄せまねき猫（とりよせまねきねこ）
新第2巻収録「取り寄せまねきねこ」
見た目は普通の招き猫。この招き猫に取り寄せたいものを頼むと、対象のものを取り寄せてくれる。人の場合は人を誘い込んだり、偶発的な出来事で来させる。無生物の場合は人や動物がその無生物を持って招き猫に頼んだ人の家まで運んでくれる。
ど忘れ玉（どわすれだま）
アニメ第95回「ど忘れ玉でチマキに雨ふる勉三さん」
ピンク色のかんしゃく玉の形状をしている。何かを忘れさせたい相手の足下に向けて投げると、吸った人物が度忘れをしてしまう煙を発生させる。大量に使うと大切な記憶も失われる。『奇天烈大百科』での表記は「度忘れ玉」。
新第3巻収録「忘れ玉」では「忘れ玉」という名前になっている。
鈍時鏡（どんじきょう）
アニメ第75回「見たか悪漢! 二刀流コロ助西部を行く」他
目に付けて目盛りを調節すると、相手の動きが遅く見えたり速く見えたりするゴーグル。
どん底（どんぞこ）
アニメ第320回「失恋がなんだ!! どん底でドンと恋」
靴の外側底面に貼り、歩くごとに使用者の辛さや悲しみを吸い取り気持ちを強く大きくする道具。底面に軽く添わせるだけで自動で伸縮し吸着する。歩かずその場で足踏みするだけでも同様の効果を発揮する。かつては草鞋や草履の外側底面に貼って用いていた。
トンボウ
アニメ第213回「春の正夢!? マイゾーキンとハンバーグ」
役人に捕らえられた奇天烈斎が、脅され偽の宝地図を書いた際に入手した材料を用いて牢獄の中で製作した発明で、キテレツが作った物ではない。細い筒の先端に小さなファン状の羽根を付けたような形状の道具。回転している羽根を見るとどんな人間でも忽ち目を回し倒れてしまう。

## な行
ながっちりめん
アニメ第88回「家庭訪問にバッチリ!! ながっちりめん」
元々はキテレツの祖母の蔵の中にあった反物。この反物の上に座った者は一時的に気分が悪くなり、屋外に出て行ってしまう。逆に短く加工した反物で顔を拭いた者はすっきりした気分になる。『奇天烈大百科』には未掲載であり、キテレツは「ややこしい効果があるから載せなかったのかもしれない」と述べている。
仲直り鶴（なかなおりづる）
アニメ第153回「回れ仲直り鶴! ブタゴリラパンツの怒り」
折り鶴を吊るした棒の形状をしている。ボタンを押して対象となる人物の前にかざすと折り鶴が羽ばたくように動き出し、喧嘩や怒りを露わにしている人物の心を静める。折り鶴の折り方と動作によって対象となる性別が異なり、大百科には「雌の鶴は男を静め、雄の鶴は女を静める作用あり」と書かれている。
七色足袋（なないろたび）
アニメ第126回「大スクープ! 八百八に双子の赤ちゃん」
七色の縞模様の足袋、女性に両方を履かせて使用する。大百科には「白きとき男子、赤きとき女子、紅白半々に出す時は出生せず」と書かれており、赤く光れば男児を妊娠、白く光れば女児を妊娠、赤と白が半々に光れば妊娠していないと判別できる。
名乗り太鼓（なのりだいこ）
アニメ第216回「八百八ピンチ! テケテケテンで自己紹介」
江戸時代、隠密をいち早く発見するために奇天烈斎が考案した。片手で持てる大きさの太鼓に2つの紐つき玉が付いており、これを揺らして出た音を聞くと名乗らずにはいられなくなる。
なやみ解消器（なやみかいしょうき）
新第6巻収録「あなたのなやみ、いただきます」
ヘルメットが掃除機のホースで繋がっている機械。このヘルメットを被って機械を動かすと、ヘルメットを被っている者の体の悩みを取り除く。取り除いた悩みはカプセルとなって機械から排出され、カプセルを飲み込むと、飲んだ者はその悩みを背負うことになる。
取り除ける悩みは歯（虫歯や入れ歯など）、ハゲ、腰痛、おねしょ癖、女っぽさなど様々であり、ハゲの悩みを取り除くと、その直後に本物の毛が生えてくる。
似たもの提灯（にたものちょうちん）
アニメ第208回「愛のプレゼント! マゴにもセーター?」
バーコードリーダーのような機器を使って探したい品の表面をなぞり、パソコンへ色やマークを取り込む。さらにそれを手持ち提灯の形状をした機械に覚えさせると、データを取り込んだ物と同じ物が近くにある時に青く発光し、さらに近づくと赤く発光する。
如意光（にょいこう）
第22話「如意光で引っこし」・アニメ第6回Bパート「如意光でひっこし」他
『ドラえもん』のビッグライトとスモールライトの効果を併せ持つ。青と赤のボタンが付いており、ボタンを押すとその色の光が出てくる。青い光を物に当てると大きくなり、赤い光だと小さくなる。
アニメ版では、赤と青の光線の能力が入れ替わったりなど、設定の不統一が見られる。第250話でコロ助がコロッケを如意光を使って大きくして食べようとしたが、その味はスカスカで美味しくなかった。キテレツは「世の中そう甘くはないんだよ」とコロ助を諭している。
奇天烈斎はこれを使用し発明道具を小さくして保存していた。動力は単三電池2本。さらに、航時機でタイムトンネルを移動中に、タイムトンネルに向けて赤い光りを当てると、本来ならば過去にしか行けないものが未来へ行けるという効果も発覚している。なお、如意光から放たれる光は数十メートル先まで届く他、鏡に反射する力がある。
人間植物（にんげんしょくぶつ）
第23話「人間植物リリー」
人間のように動き・しゃべることのできる植物。
ぬけ道のれん（ぬけみちのれん）
新第2巻収録「どこにでもいけるぬけ道のれん」他
「奇天烈」と描かれたのれん。こののれんに行き先を書いてドアや壁に取り付けると、入り口ができ、その行き先に行き来ができる。のれんを外すと、入り口が消える。
アニメでは、オープニングテーマ「すいみん不足」の映像に登場している。
濡れ衣（ぬれぎぬ）
アニメ第37回「新一年生必見! 赤いランドセルの女の子」
嘘発見器の役割を果たす道具。普段は色が白く、嘘を付くと赤くなる性質を持っている。初めて使用する際には体温になじんでないために嘘を付いていなくても赤くなってしまう。これを発明した奇天烈斎は「みだりに使用してはならぬものなり」と『奇天烈大百科』に注意書きしている。
鼠笛（ねずみぶえ）
アニメ第263回「めざせ北海道! 西から来た赤いモグラ?」
吹くとネズミやモグラの類の動物だけに聞こえる周波数の音を出す笛。また、犬話機と同様に耳に当ててそれらの鳴き声を聞くことでその内容を理解できる。
念動筆（ねんどうひつ）
アニメ第40回「コロ助秀才になる!?」
念波によって片方がもう片方と同じ動きをする鉛筆。念波の届く距離は短く、遠く離れていると作動しない他、雑音が聞こえてくると滅茶苦茶に動いてしまう。『奇天烈大百科』では筆を用いているが、キテレツは鉛筆用に改造した。
粘土水（ねんどすい）
第17話「水ねん土で子どもビル」・第19回Aパート「ひんやりヒエヒエ水ねんど」
水を粘土のようにし、造形可能にする。粘土化した水は専用のガスをかけると元の水に戻る。『ドラえもん』の水加工用ふりかけの効果を持つ。
熱気球（ねつききゅう）
第25話「物置でアフリカへ」・ 第38話「仙鏡水」・アニメ第13話「雲の上のスイートホーム」他
手に持てるほどに小型ながら強力な熱気球。物置を持ち上げられ、プロペラをつけることで早く飛ぶこともできる。
念力帽（ねんりきぼう）
第21話「念力帽」
被ると念力を使えるようになる帽子。
年輪はんこ（ねんりんはんこ）
新第4巻収録「おとなになりたい!!」
なりたい年齢にダイヤルを合わせて体に押すことでその年齢になることができる判子。ロボットに使った場合、古くなったり新しくなったりする。
能面寒天（のうめんかんてん）
アニメ第278話「人気バク発! お面になったコロ助ナリ」
お面の内側に注ぐと能面の制作者が顔の形として浮かび上がる寒天で、粉末になっており湯に溶かしてから使用する。付属品として針金で作られた飛行機の羽根の部分が自然に動き出す描写もあるが詳しくは説明されていない。浮かび上がっていられる時間は非常に短いが、そのお面を最も強く想う人物が現れる効果もある。
のら鞍（のらくら）
アニメ第192回「乗れば休日! のらくらはドッジの味方」
仕事中毒気味の侍を夫に持つ奥方や子供に頼まれてキテレツ斎が発明した。乗物の座席に乗せて使用し、そこに座った人は仕事を休んでのんびりしたい気分になる。『奇天烈大百科』では馬の背中に乗せる鞍の形状だが、キテレツは自転車やエアロバイクのサドルに被せるカバー形に改造した。サドルに被せずカバーの上に座布団を乗せ、その上に座るだけでも効果がある。

## は行
箱庭製造機（はこにわせいぞうき）
アニメ第29回「アッチッチ! 温泉さがして地底探検」
差し込んだ写真の通りの風景を立体映像として作り出す道具。
反面鏡師（はんめんきょうし）
アニメ第251回「ブタゴリラ真っ青! 野菜が肉に負けた!」
あるわがままな若様を改心させるために奇天烈斎が作った鏡。覗くと鏡の向こうにあるパラレルワールドへと引きずり込まれ、その世界の住人たちは元の世界と比べると悪い所が強調された性格になっている。鏡の世界の自分と目が会うと元の世界に戻る。
作中では、回想に登場した若様がわがままと暴力（家臣を斬りつけたことで鏡の世界の自分が切腹させられた。その様子を見た元の世界の若様は心を入れ替え、家臣たちから尊敬される立派な殿様になった）、コロ助が武士らしさとコロッケ好き（ござる口調になっている他、コロッケを馬鹿にする者はたとえ友達であろうと本物の刀で斬りつける。なお、おしゃべりな面は見られなかった）、勉三がマイナス思考（友紀が子猫を可愛がっているというだけで落ち込んでしまう）、キテレツが発明好き（下校中に発明のことでブツブツと呟いていたり、チョークで道路に設計図を描いている）、みよ子が世話好き（キテレツに注意したり、家まで付いて行くといったお節介。なお、気の強い面は見られなかった）、トンガリが白々しさとマザコン（おべんちゃらが上手く、それを聞いたコロ助とブタゴリラは身の毛がよだったなお、意地悪な面は見られなかった）、トンガリのママが過保護と虚栄心（体中に宝石や純金製のアクセサリーを身に付けている他、左腕に「ぼくちゃん命（鏡文字）」と書いてあるシールを貼っている）、ブタゴリラの両親が息子の教育と能天気さ、ブタゴリラが野菜好き（野菜を溺愛しすぎており、自分の部屋に野菜柄のベッドや絨毯があったり、店に並んでいる野菜一つ一つに名前を付けている。それが原因でお客から気味悪がられて売れず、元の世界のブタゴリラからも「そんなやり方だと野菜が売れなくて腐ってしまう」と言われた）と、悪い所が目立っていた。
反面鏡布（はんめんきょうふ）
アニメ第329話「五月の恐怖！のろわれた鯉のぼり」
長方形の黒い布で、ガラスに貼り付けて使用する。貼った箇所が鏡の役割をし、ガラスの向こう側から来る相手は自分と同じ姿が何倍もの大きさになって対峙しているように映す。人間以外にも効果的で、キテレツは浜名湖に出現した大鯰に対して使用した。
ビードロ丹（ビードロたん）
第30話「ネパール・オパール」
飲むと透明人間になれる薬。ただし、着ている服などは透明にはならない。
美顔光（びがんこう）
新第1巻収録「幸せを呼ぶ!? 美顔光」
電灯の形をした道具。顔の細胞を変化させて望みの顔に作り変える。コピーの元やコピーさせたいものは生物やロボットだけでなく、本や似顔絵でも可能。取り消しボタンで元の顔に戻せるが、押さなくても一日経てば元の顔に戻る。
飛脚セット（ひきゃくセット）
新第6巻収録「飛脚セットで超高速ナリ」
飛脚足袋と飛脚箱のセット。この2つを身に付けると、自動車並みの速さで走れる。止まりにくいのが欠点。
飛脚足袋（ひきゃくたび）
アニメ第22回「町内運動会 MVPは誰の手に!?」
履くと搭載された磁石およびセットになっている磁石の磁力により、リニアモーターカーの要領で速く走ることが可能になる靴。ただし、S極とN極の配置を間違えると靴部分と磁石部分がくっ付いてしまう。
髭丸（ひげまる）
アニメ第309回「花丸一座で夢芝居? 髭丸コロ助大変身!」
髭を生やして貫禄を出すための特殊な液体で、この中に白い糸を入れると白に、黒い糸を入れると黒い髭の成分が出る。髭を生やしたい部分に塗ると時間経過で髭が生え、顎以外に塗っても効果がある。髭丸で生やした髭は一度切るとその個所からは二度と生えてこない。
髭丸水（ひげまるすい）
アニメ第132回「大異変! ママとボクにヒゲが生えた!?」
かつて奇天烈斎が髭を伸ばして貫禄を出そうと考えたある武将の依頼で発明した特殊な液体。顔に塗るとものすごく硬い髭（正確には髭状に固まった髭丸水）が生える。トンガリの父の親友で、医科大の先生で世界的に有名な名医・Dr.大貫（声：田中康郎）の診察によると人間の毛ではないとされる。髭を取るために作中では、顔中にマフラーを巻きつつ走り回ることで顔の皮膚を蒸らし大量の汗を分泌させることが必要となった。
久久香（ひさびさこう）
新第2巻収録「映画をみるのも一苦労」
外見は粘土のような道具。この道具を手のひらサイズにちぎって頭の上に乗せて火を点けると煙が出てくる。その煙を吸った者はその人に関する記憶がぼやけていき、何もかも懐かしく感じてしまう。
ビックフォト
アニメ第97回「21世紀からブタゴリラ親子がやって来た」
未来のキテレツが発明したもの。最初はミニサイズの写真だが手もみすると一瞬で巨大になる。
必殺召し取り人（ひっさつめしとりにん）

筆跡鑑定ロウセキ（ひっせきかんていロウセキ）
アニメ第147回「読書の秋! 感想イモと筆跡鑑定ロウセキ」
このロウセキで文字をなぞると青く光り、その文字を書いた人物がメモリーされる。その状態で同じ人物の書いた文字をなぞると赤く光る。後にキテレツによって青色にしか光らないものも開発された。
人で無し（ひとでなし）
アニメ第314回「雪男発見! 生まれはヒマラヤ日本育ち」
狩猟の際に猟師が人と動物を間違えないよう、奇天烈斎が作った動物だけを感知できる装置。キテレツはこれを応用し、謎の動物が人間か雪男か判別できる装置にした。ロボットに対しては効果が無い。手持ちサイズの探知機。寸前まで居たであろう場所に対しても非常に強く感知し反応する。ただし実際の雪男が現れた際にどのような反応を示したか作中で描写は無かった。
百人力（ひゃくにんりき）
アニメ第64回「まことナリ! キッコー船で山のぼり」
巻き取り機の形をした道具でロープの先端には吸盤が付いた鉤爪状のフックがあり、人間百人分以上の力を発揮できる。
百里丸（ひゃくりがん）
アニメ第21回「走れ42.195キロ! マラソンはこりごりナリ!?」
心肺機能を強めることで長時間・長距離を走り続けても体力を正常のまま維持することができるようになる薬。キテレツが作ったものは失敗作だったため、薬の効き目が早く切れた。
氷上滑り下駄（ひょうじょうすべりげた）
アニメ第36回「ブタゴリラのスケート特訓」
キテレツはこれを参考に氷上滑り靴を作った。
氷上滑り靴（ひょうじょうすべりぐつ）
アニメ第36回「ブタゴリラのスケート特訓」
『奇天烈大百科』における氷上滑り下駄を参考にキテレツが作ったもの。履くと氷の上を自由に滑ることができ、目盛りを調節することでスピードを調整する。
豹変扇子（ひょうへんせんす）
アニメ第301回「八百八崩壊? コスプレナイター中継!」
相撲力士や芝居役者など特定の対象に夢中になってしまった人物の熱を冷まさせるため奇天烈斎が考案した。この扇子で扇がれると特殊な波長の風が脳神経を刺激し、視覚も大きく変化して見えてしまう。ただし扇ぎ過ぎると対象者は吐き気を催すほどの目眩を起こし倒れてしまう。夢中になった対象が眼前に居る現場で使用しなければ全く効果は無い。
後にキテレツはこの扇子を改造し、扇がれた対象者が持っていた熱を再び取り戻せる扇子を作製した。
昼行灯（ひるあんどん）
アニメ第24回「昼行灯で百点満点」
そばに置くことで人間の記憶力を増進させる行灯。キテレツが使用したのは檜のまな板だったため、まな板に染み付いた魚の臭いで野良猫が集まってきた。
ファイバースコープ
アニメ第109回「世にも奇妙な! おしゃべりな野菜たち」
キテレツ独自の発明道具。モニターに接続することでスコープに写した映像を見ることが可能。
複写黒巻き（ふくしゃくろまき）
アニメ第148回「ビックリ仰天! スカートをはいたコロ助」
この布を全身に巻いた人物に向けて他の人物の写真をスライドで映すと、その人物に変身させることができる。声までは変化せず、水に弱いため濡らすと効果が切れる。
複写衣（ふくしゃころも）
新第1巻収録「なににでも変身できる複写衣」
生物の能力をコピーできる服。指先部分にあるセンサーで触れると対象に変身する。胸のボタンを押すと元に戻る。
複製水鏡（ふくせいみずかがみ）
新第3巻収録「兄弟がたくさん!!」
洗面器のような入れ物に水が入っている。この水に顔を近付けると、水からその人のコピーが現れる。コピーは午後11時以降に食事を摂ると、自我を持つようになり、自分を本物と入れ替わろうと企んでくる。コピーは太陽の光を浴びると消滅するが、コピーの元となった者を水鏡に閉じ込めた状態にすると、コピーは太陽の光を浴びても消滅しない。
複製もち製造機（ふくせいもちせいぞうき）
新第1巻収録「もち人間の反乱!? 木手家大ピンチ!!」
焼いた餅から人間のコピーを作ることができる七輪。コピーは低温になると固まる。カビが生えている餅で作ると、人間に反乱を起こすようになる。
腹臓清浄器（ふくぞうせいじょうき）
アニメ第33回「サンタクロース見ーつけた」
対象となった人物に秘密を喋らせる効果がある。
ふくふく饅頭（ふくふくまんじゅう）
アニメ第318回「正月が二度も来た! お年玉ももう一度?」
この饅頭を食べると気が大きくなり頬は赤らみ財布の紐も緩くなってしまう。材料には酒が使用されているので体を温めて血行を良くする効果がある。ただし電子レンジなどで温めておかないと効果がない。
福豆・鬼豆（ふくまめ・おにまめ）
新第3巻収録「鬼豆・福豆」
「福」と書かれた枡と「鬼」と書かれた枡に豆が入っている。人に撒いて使用するものであり、福豆を撒かれた者には幸運、鬼豆を撒かれた者には不運が訪れる。片方の豆だけを撒いても、効果が発揮されず、両方の豆を撒く必要があり、両方の豆を撒いた後で効果が発揮される（時間差で撒いても効果がある）。また、その幸運や不運は対となる形で起こる（例として福豆を撒かれた者が人からお小遣いを貰うと、鬼豆を撒かれた者は持っていたお金を落としてしまう）。
二股膏薬（ふたまたこうやく）
アニメ第241回「トンガリ奮闘記! 汗と涙のデート作戦!」
黒と白の二色の膏薬。同じ色同士の軟膏を塗った人は互いを避け合うようになり、違う色同士を塗ると互いにくっつきたがるようになる。昆虫類が放つフェロモン物質を利用しており、磁石の極同士をくっつけようとした時の原理と同様の効果を持つ。大百科には「双方の丹田に丹念に塗布すべし」と書かれていたが、コロ助の顔面に塗っても効果は表れた。
復活雑巾（ふっかつぞうきん）
アニメ第248回「ブタゴリラ恐怖!! Faxされたテスト」
拭いた物に以前書かれていたものを再び浮かび上がらせる雑巾。
分身機（ぶんしんき）
第10話「キテレツの団体」・アニメ第11回Aパート「分身機で人間コピー!?」他
銃の形をした道具で、光を照射したものを二つに分けることができる。分けると大きさは変わらないが重さは半分となる。食べ物に対して使うと中身がスカスカになってしまう。『ドラえもん』の分身ハンマーの効果を持つ。
アニメでは人間に使うと感覚、体力、知能も半分になる（第165回「カチカチ! ブタゴリラの火の用心クラブ」）。全ての物体が原子の集まりであることを利用し、光線を当てることで揺さぶりをかけ二つにする。
望遠球（ぼうえんきゅう）
アニメ第113回「地震! カミナリ! 火事! コラー大魔王!?」
スパイ衛星の機能を持ち、他の場所に投げ込むとその様子を写真に映し出す。
宝化銃（ほうかじゅう）
新第4巻収録「宝化銃の使い道は!?」
ペッパーボックスピストルの形をした道具。撃った対象を豪華にしたりすることができる。火を点けないで撃つと逆に古くなったり、昔の時代の物に変化する。
望郷独楽（ぼうきょうこま）
アニメ第281回「勉三さん受難! 学園祭はケツバット?」
独楽の形状をしている。上部が開くようになっており中に物を入れて回すと、入れた物が遠心分離機にかかると同時に作られた場所の光景が脳内に浮かび、故郷が恋しくなるイオンを放出する。
冒険いかだ（ぼうけんいかだ）
新第4巻収録「夏休み大冒険旅行に出発!!」
奇天烈斎が島を調査するために発明した道具。帆と小屋がついた小さなイカダの形をしており、水に浮かべると大きくなる。自動操縦で無人島まで連れて行ってくれる。モーターボートよりも速く移動できる。
方向音虫（ほうこうおんちゅう）
アニメ第87回「迷い子にサヨナラ! 方向音虫ブローチ!!」
テントウ虫の形状をしたブローチ。このブローチで地図の上をなぞって場所を覚えさせた後、胸に付けると羽根を広げて使用者の行き先の方向を示す。服に付ける際は虫の頭を下にして付ける必要があり、間違えて上にして付けて移動した場合、反対方向に行ってしまう恐れがある。キテレツは二つの方向音虫が接近すると、方向音虫の中のICに録音された声が流れるよう改造した。
包丁いらず（ほうちょういらず）
アニメ第97回「21世紀からブタゴリラ親子がやって来た」
未来のキテレツが発明したもの。この機械の中に食材だけ入れておけば、包丁や鍋などの調理道具を使わずに調理が可能。
保温防水膏（ほおんぼうすいこう）
アニメ第36回「寒中水泳大会」
容器に入った軟膏。肌に塗ると水を弾き、冷たさを感じなくなる。一度塗るだけで効果は1週間ほど続く。
ほころび感知計（ほころびかんちけい）
アニメ第74回「ついに成功! 2001年大学キャンパスの旅」
時間のほころびを探知するためのメーター。
歩足尺（ほそくしゃく）
アニメ第21回「走れ42.195キロ! マラソンはこりごりナリ!?」
メーターのついたコンパスのような道具。出発地点に設置し、付属の磁石との距離や方位などを正確に計測することができる。
ボタン灯（ボタンとう）
アニメ第14回「怪談ボタン灯」他
吊るすと幽霊が出てくる行灯。『奇天烈大百科』での表記は「牡丹燈」。
法螺貝（ほらがい）
新第5巻収録「ほらが本当になる!?」
ホラガイの形をした道具。この道具を通して喋ったことが現実となる。その度合いの強さは道具の調整で変化する。
本音菌（ほんねきん）
新第5巻収録「本音菌は危険ナリ!?」
心で思ったことを正直に話してしまう粉。一度に使いすぎるとお世辞を口にしてしまう。
本音メガネ（ほんねメガネ）
アニメ第290回「夢は大金持ち! めざせケン玉世界一」
嘘発見器の役割を果たす眼鏡。嘘をついた相手を見るとレンズが赤く点滅する。

## ま行
迷子札（まいごふだ）
アニメ第196回「ついに発見! 遠足名物リュックがなる木」
強力な磁力を持った札で、コロ助のリュックに装着されている。この磁力によってコンパスの針が少しだけずれることと、時計の短針に影を合わせ12時との間がちょうど南の方角を表すことを併せて計算しキテレツはこの札の現在地を割り出した。作中では如意光によって札の大きさが変化してしまい、磁気が弱くなり探索は成功しなかった。
まかせと毛（まかせとけ）
新第3巻収録「からくり大騒動」
髪の毛の形をした道具。この道具を相手の頭の上に取り付けると、その人は取り付けた者の頼みを引き受けてくれる。
曲がり角手形（まがりかどふだ）
新第4巻収録「外国旅行はもうこりごり!?」
身に着けて建物や塀の曲がり角を曲がることで遠く離れた場所へ移動できる道具。身に着けた人間が口にした場所へ移動できるが、発音や周りの音にも過剰反応してしまう欠点がある（「帰ろ」という言葉→カイロに移動。せんべいを踏み潰した音→パリに移動）。
正夢まくら（まさゆめまくら）
新第3巻収録「夢って最高!!」
見た目は小さな枕。この道具を頭に付けると、その人が見ていた夢が正夢となって実現化される（例として「王子様が迎えに来た」という夢を見た場合、「アイドルが王子の衣装を着て自分の前に現れた」という風に実現化される）。
真黒衣（まっくろこ）
アニメ第255回「みよちゃんのBF!? ライオンがノック」他
この着物を身につけると体が全く見えなくなり体の匂いも消すことができる。着物の他に頭巾・手袋・足袋もセットになっている。着用した者同士も互いに見えなくなってしまうので、位置を確認する場合は頭巾の顔面部分を捲らなければならない。透明になっている状態で服の上から身につけたり手にした物も透明になる効果もある。
抹消雑巾（まっしょうぞうきん）
アニメ第248回「ブタゴリラ恐怖!! Faxされたテスト」
特殊な薬品を染み込ませた雑巾。拭いた物の上に書かれたものを置くと一時間ほどで消える。消せるのは鉛筆で書いたものであり、マジックペンやコピーで印刷したインクは消えない。ただし、雑巾に染み込ませてある薬に時間制限があるため、早めに使わないと効果が薄れてしまう。作中では、みよ子がその雑巾で拭いた机でテストを受けたが、薬の効果が薄れていたため、テストに書いた名前と回答が完全に消えるまで1日かかった。逆にブタゴリラの方はみよ子が使用した後で机を拭いたが、薬の効果が切れていたため、名前と回答が消えなかった。なお、紙は平面に置く必要があり、揃える形で立てて置いた場合は消えない模様。
招かざる猫（まねかざるねこ）
アニメ第259回「24時間営業! 八百八の朝まで生野菜!」
座布団に座った招き猫のような形状をしている。「金（かね）」が入った言葉を言った人物に反応し、バネ仕掛けで座布団より上の部分が跳び上がるようになっている。催涙ガスや粘液、網を発射したり、前足の爪でひっかいて攻撃する。最終的に催眠ガスまで発射できるよう強化された。
真似子笛（まねこぶえ）
アニメ第105回「お祭りの天才コロ助と笛吹き勉ちゃん!」
吹くとその人物の演奏を記憶する笛で、笛の上手な人物の演奏を記憶するための道具。
瞼写絵（まぶたうつしえ）
アニメ第199回「ハワイが消えた！犯人はブタゴリラ！？」
ゴーグルの形状でパソコンに接続しながら使用する。これをかけながら自分の瞼の奥に探したい人物の顔を思い浮かべると、ゴーグルのレンズの部分が点滅して光り、読み取られたデータがプリンターから出てくる。他のことを考えてしまうと判別不能になったり、顔の途中から別の映像を写して印刷してしまう。
豆コロ（まめころ）
アニメ第89回「コロ助のライバル豆コロでござる!!」他
丸暗鬼（まるあんき）
アニメ第162回「ブタゴリラでもスターになれる! 丸暗鬼…」
片手棒の先端に鬼の顔面が付いた道具で、この部分を本に当てながらなぞると内容を記憶する。そのまま先端の部分を自分の額にかざすと暗記した内容を自然に話し出せる。
万力手甲（まんりきてっこう）
アニメ第229回「そんなバカな!! 72歳のイジメッ子?」他
手首に巻くと筋肉を刺激し、一時的に怪力を発揮できるリストバンドのような道具。ただし一度使うと効力がなくなる上に製造も難しく、大量生産はできない。
見返り香（みかえりこう）
アニメ第128回「ひみつのコロッケはセーラー服の味ナリ」
特殊な香炉から放出される煙をたっぷりと衣服に染み込ませ着用する。この服が持ち主の元に一定範囲近づくと、発光しながら非常に強い力で引き寄せられる。
持ち主がこの服を着用すると、染み込ませていた煙が一気に蒸発する。これを吸い込むと家や家族のことを懐かしく感じさせる作用がある。
水茎筆（みずぐきふで）
アニメ第131回「これが初恋!? 八百屋お七とツーショット」
この筆で字を書くと字が上手く書ける。
水増殖丸（みずぞうしょくがん）
アニメ第12回「水遊びもほどほどに」
水に入れるとその水を万倍に増やす薬。増やした水は一定時間が経つと消える。
水巻物（みずまきもの）
新第5巻収録「ねらわれた水巻物!!」
口にくわえることで水と同じ性質に体を変化させる巻物。低温下では体が凍ってしまう。
身の丈の子（みのたけのこ）
アニメ第207回「大スクープ!? 八百八のストーブリーグ」
身長の高い人物を探す働きをする装置、自走できる筍の形状をしている。捜索したい人物の身長をインプットさせると、筍上部の先端が自動で伸縮し計測するが効果範囲は約半径100m。作中では設定した身長と異なる人物の前に置くと、その場で周回し転倒してしまう描写がある。
未来鏡（みらいきょう）

夢幻灯（むげんとう）
第26話「宇宙怪魔人」・アニメ第8回Aパート「宇宙怪魔人ブタゴリラ」他
編集・上映機能もついた高性能ビデオカメラ。映像は合成することが可能であり、収録してすぐに映写機として利用することができる。後に携帯テレビの映像を映すことができるよう改造された。
昔メガネ（むかしめがね）
アニメ第275回「謎のスイカ爆弾！伝説のボウラー熊八？」
まるでその場に居るかのように昔の懐かしい風景を見ることができるメガネ。
虫カブト（むしカブト）
新第2巻収録「虫の恩返しナリ」、アニメ第185回「日本初のUターンかぶと虫! クロ丸ナリ」
江戸時代の武将が被るような形状の兜。額部分にはカブト虫の角が付いている。大百科によるとカブトムシは仲間たちと羽根の音で会話しているらしい。部屋を暗くした状態でこれを被ると、虫は夜間と勘違いし羽音が喋り声として聞こえてくる。
漫画版では虫に話しかけて、指示を出すことができる。
蒸しの知らせ（むしのしらせ）
アニメ第79回「受験生必見! 勉三さんに春は来るか!?」他
茶碗蒸しのような形状をしている。蓋を取ると吸ったものに嫌な予感をさせるが、その時に悪い知らせを伝えるとショックを和らげる効果を持った煙を放出する。
霧透過灯（むとうかとう）
アニメ第294回「妙子遭難! トラに食べられそうなんです」
懐中電灯の形状をしており、霧の乱反射を防ぐ光線を出す。この道具から放たれる光に照らされた箇所は霧の影響を受けず、夜間でも使用できる。道具の効果としては「霧吹き灯」と同じ。
夢遊境（むゆうきょう）
第9話「公園の恐竜」・アニメ第58回「ついに発明! 夏休みを3倍にする夢遊境」
自分のいる半径500メートル四方の場所を別の場所と入れ替えることができる。奇天烈斎が晩年に計画した発明道具で、奇天烈斎自身は実際には製作していない。
アニメでは発信機と受信機がないと使えないと設定されている。奇天烈斎はお金持ちである大河内家の主人からの依頼（病気で寝たきりの父親に遠くの景色を見せる）で夢遊境を設計したが、主人の父親が病死したため、製作を止めた。この時発信機だけは完成しており、大河内家の主人はその発信機を家宝として数百年持ち続け、八千代（声：山本圭子）の代でキテレツが夢遊境を完成させたことでその願いが実現化された。なお、奇天烈斎の作った発信機はキテレツの作った発信機より磁気が弱く、入れ替える先を軽井沢に設定した場合、奇天烈斎の作った発信機を持っている八千代ではなく、キテレツの作った発信機を持っているみよ子のいる場所と入れ替わる。
夢楽鏡（むらくきょう）
アニメ第56回「撮影快調! ハリウッドのバビロン大宮殿」
映画撮影に適したカメラ。
紫敷布（むらさきしきふ）
アニメ第112回「コロ助のフィアンセ! むらさきしきふ」
この上でおねしょをしても、その寝小便を吸い取ってくれる敷布。
むりやり手ぬぐい（むりやりてぬぐい）
新第5巻収録「むりやり手ぬぐい」
装着させた相手にどんなことでも強制的に行動させる手拭い。
冥府刀（めいふとう）
第11話「冥府刀」・アニメ第44回「ウルトラ迷路でウロウロどっきり!?」他
四次元世界である「冥府」に行くための発明道具。キテレツ斎はこの発明道具を「禁断の発明道具」と位置づけており、大百科の該当ページは墨で塗りつぶされている。しかしキテレツは墨を洗い流してこの発明道具を製作した。本品の登場話「冥府刀」は、てんとう虫コミックス版やコロコロ文庫版には未収録となっている。
アニメでは第44回のみ「異次元刀」として登場し、原作とは製作に至る過程が異なっている。原作「冥府刀」では「キテレツが冥府刀を製作→みよ子が行方不明になり、キテレツが四次元世界に助けに行く」となっているが、アニメでは「キテレツ一行が迷路に遊びに行き、そこでみよ子が壁の中に消えてしまう→みよ子を救出するための発明道具を探した結果、異次元刀製法を発見→キテレツが四次元世界に飛び込む」といった過程になっている。原作での名称で登場した際は霊界に行くための発明道具となっており、スイッチを入れると刀身が赤く発光し、空間を切り付けると霊界への入口が開く。突然人が異次元に消えてしまう現象を研究した奇天烈斎がこの道具を作り、霊界で自分の亡父と出会っている（アニメ第305回「霊界探検! みんなであの世に行きました」）。
目移り膏（めうつりこう）
アニメ第184回「迷い人に贈る! メウツリコーナリ」
この薬を眉間の部分に塗ると、迷っている選択肢の一つが光り輝いて見え即決することができる。一度に大量に塗布した場合、身体を強く引き寄せるほどの効果も持つ。
召し捕り人（めしとりにん）
第13話「チョーチンおばけ捕物帳」・第14回Aパート「ちょうちんおバケ捕物帖」他
声 - 高戸靖広（第16回）→山田恭子（第164回）
見た目は提灯に手足が付いたもので、提灯の部分には「御用」と書かれている。悪いことをする人を召し取る（逮捕する）。召し取り相手を確認すると提灯が光り、目的地へ走って向かう。余り融通が利かない欠点がある。香港まで赴いて麻薬密輸組織を追い詰め、組織を潰した。
アニメでは「必殺召し捕り人」として登場した。右手に十手、左手に縄を持ちつつ「御用、御用」と言いながら走行し、対象を縄で縛って確保すると「召し取ったりー」と叫ぶ。提灯の光の強さは犯罪の大きさに比例する。自分に対する悪口を言った人物に対しても、気を悪くし直ぐに縛り上げる。
第164回では、探す対象の衣服の匂いを嗅ぎ召し取り相手を探す。携帯電話などの現代的な機器は知らない。召し取り人自身が悪いことをすると、自分で自分を召し取ったりする。
め組人形（めぐみにんぎょう）
アニメ第84回「トンガリパニック! め組人形大騒動」、新第2巻収録「燃える消防隊!?」
火事を予見して事前に火事の元を消してくれるからくり人形。ただし感度が高いと火に関する機械を操作しただけでも起動し、その機械を破壊してしまうほど過剰になる。さらに食べ物の熱や人間の感情にも反応してしまい、感知するとそのものを水があるところに投げ込んでしまう。
めしどき印籠（めしどきいんろう）
アニメ第98回「黄門さまもびっくり!? めしどき印籠ナリ」
食事中の生き物（人間や動物など）のそばで反応し、音が鳴る印籠。電源やスイッチといったものが無いため、場の状況に関係なく無差別に反応してしまう欠点がある。奇天烈斎の作った印籠には風鈴のマークが描かれており、反応すると風鈴が振動し、風鈴の音が鳴る。キテレツの作った印籠には丼と箸のマークが描かれており、反応すると丼の蓋と箸が開き、「カチャカチャ」という音が鳴る。
毛頭銃（もうとうじゅう）
アニメ第120回「節分丸秘情報! どっこい鬼は生きている」
山中の猟でも簡単に獲物を見つけられるよう奇天烈斎が発明した。小型銃の形状で、上部に小さな双眼鏡も装着されている。探したい相手の毛を銃にセットすると先端部の球体が青く発光する。対象が近くにいると先端のランプが赤く発光し、さらに近づいていくと赤い光が点滅し反応音を発する。
木製童子（もくせいどうじ）
新第1巻収録「そっくりロボット、木製童子!」
コロ助の半分位の大きさのロボット。使用していない時は顔がないが、頭に髪の毛を刺すと、使用時は髪の毛の持ち主と同じ顔になり、能力や性格も髪の毛の持ち主と同じになる。複数の人物の髪の毛を刺すと、顔が複数の人物と混ざり合い、暴走してしまう。

## や行
厄払い札（やくばらいふだ）
新第4巻収録「やっぱりついてないナリ」
体に貼ることで災難を払い落とし、幸運をもたらす札。使用中は頭上に小さな炎が現れる。裏返しに貼ると逆に災難に見舞われる。
やさいじゅう
新『小学三年生』1993年8月号掲載「すいかわりはんたい!?」（単行本未収録）
やじろ帽（やじろぼう）
新第1巻収録「スケボー名人、コロ助!?」、アニメ第159回「コロ助仰天! やじろ帽でニチコメ友好!?」
被ると常に絶妙なバランスをとれる帽子。
やじろ帽(ミニ)がアニメでは登場する。やじろべえの中心部分に笠を被った顔が付いており、キテレツは自分の額に装着してアイススケートの靴を履き氷上で使用した。バランス感覚が抜群に上昇し絶対に転ばないが、身体に大きな負荷がかかってしまう。人形などの無生物でも効果がある。
奴凧（やっこだこ）
アニメ第78回「上がれやっこだこ! 江戸時代からの贈り物」
貼り付けた似顔絵の人物が近付くと回転して反応する凧。
病膏肓巻（やまいこうこうまき）
アニメ第223回「ブタゴリラショック! 母ちゃん面会謝絶」
病気などを抱えた人物に使うと、病院に行きたくさせる道具。
山彦野菜（やまびこやさい）
アニメ第46回「呼べばこたえるヤマビコ野菜」
鳥などの害獣に野菜を食べられて困っていた農家の依頼で奇天烈斎が作った。専用の回路を野菜に仕込むと、近くで聞こえた声をやまびこのように再生する。
遊時網笠（ゆうじあみがさ）
新第1巻収録「遊時網笠でスピードアップ!!」
被ることで周りの時間とは異なる時間で動けるようになる編み笠。ダイヤルを回すことでスピードの調整ができる。
幽霊香（ゆうれいこう）
アニメ第226回「学校怪談!! パートの幽霊は昼間出る?」
蚊取り線香の形状をしており、先端に火を付けると霊気に反応して煙が出る。
遊魂帽（ゆうこんぼう）
第36話「遊魂帽」・アニメ第295回「心は別人? みよ子が五月で五月がコロ助」
ところどころに絶縁体をつけたネット状の帽子で、霊魂を気体化して取り出し他の人に乗り移ることができる。原作では一度入れ替わりエピソードに使われた。
アニメではケガをして芝居の舞台に立てなくなった五月をみよちゃんに乗り移らせるというまったく異なる使われ方をした。この紫色の帽子を頭に被せて魂を取り出し、別の人物が息を吸いながら呑み込むことで入れ替わりが完了する。魂が抜け出た身体は生気がなく倒れ、身体を乗っ取られた側の人物もその間の記憶は全く無い。お互いの顔の額部分を重ねると瞬時に元の身体へ戻れる。
雪仮面（ゆきかめん）
アニメ第76回「雪山メルヘン! 長靴をはいたクマ物語」
着けると吹雪の中でも周りがよく見えるようになる。
雪帽子（ゆきぼうし）
アニメ第73回「サンタの孫はマッチ売りの少女ナリ!」
被るとその場所に人工雪が降る帽子。
ゆきんこ
アニメ第35回「雪国でミステリー」他
これを履くと雪の上を歩いても足跡が付かない。
夢変更鏡（ゆめへんこうきょう）
アニメ第261回「コロ助の逆襲! 八百八侍を成敗するナリ」
毎晩のように悪夢にうなされ体調を崩した殿様を助けるために奇天烈斎が考案した。対象が夢を見ている最中の心の動きを察知して、悪夢を良い方へと変えてしまう力を持っている。鏡と耳あてのセット。鏡はからくり獏から送信された相手の夢の内容を映し出す。耳当てを装着しながら強く念じることで自分の思い通りの夢に変更することが可能。ただし対象が眠っていなければ鏡は何も映し出さず、夢を見ていなければ鏡は真っ暗な状態になってしまう。
夢見鏡（ゆめみきょう）
ファミリーコンピュータ「キテレツ大百科」
夢の中で自由に遊ぶことが出来る道具だが、ゲームではブタゴリラとトンガリがうっかり壊してしまい、その場にいたキテレツたち4人は夢の中に閉じ込められてしまった。
夢見枕（ゆめみまくら）
アニメ第55回「キテレツ大ピンチ? パパの発明禁止令!」他
対象となる人物がこの枕を使って寝ると、想いのままの夢を見せることができる枕。
夜逃げ行灯（よにげあんどん）
アニメ第242回「ブタゴリラの総決算! お騒がせ大全集」
暗闇でも見える赤外線双眼鏡の反対の原理を用い、明るい場所でも見えなくなる光を出す行灯。現代よりも金銭に困った人が大勢いた江戸時代、家に居ながら夜逃げの状態を創り出すため奇天烈斎が考案した。キテレツはこの道具を作らず、現代風に電球を使った夜逃げ電球を製作した。
夜逃げ電球（よにげでんきゅう）
アニメ第242回「ブタゴリラの総決算! お騒がせ大全集」
照明器具をこの電球に替え、発する光が全身に当たるよう浴びると相手から姿が見えなくなる。ただし、10回程度使うと電球のフィラメントが切れてしまう。豆電球を使った懐中電灯も登場した。
世捨て笛（よすてぶえ）
新第2巻収録「ふたりぼっちの大都会」
ズボンのポケットに入るほどの大きさの笛。この笛を吹くと、吹いた者（と吹いた者にしがみついていた者）はパラレルワールドに移動する。そのパラレルワールドは外見は元の世界と同じだが、人間や動物がいない。もう一度笛を吹けば、元の世界に戻れる（この時、吹く者にしがみつく必要はない）。
予定実現帳（よていじつげんちょう）
新第6巻収録「ブタゴリラが日本を沈没させるナリ!!」
外見は細長い日記帳。この日記帳に書くと、書いたことが実現化される。取り消す際は「この実現帳の効力が消える」と書けば、実現されている出来事が治まる。

## ら行
落消光（らくしょうこう）
アニメ第211回「指名手配! 恋の落書きボンネットバス」
特殊な光線で落書きのインクや墨を瞬く間に分解してしまう。形状は片手で持てる筒のサイズ。
羅部身膏（らぶみこう）
第19話「失恋はラブミ膏」・アニメ第2回Aパート「サクラ散る勉三さん」
体に貼ると異性を引きつける湿布。
アニメでは後にキテレツによって、男同士を仲良くさせるタイプが作られた（アニメ第50回「ウソ! あのブタゴリラが野菜嫌いに!?」）。
リモコンスケートボード
アニメ第11回Aパート「分身機で人間コピー!?」
キテレツ独自の発明品。リモコンで操作して移動できるスケートボード。
りんりん丸（りんりんがん）
アニメ第195回「秋の大運動会! りんりん丸で勝負あった」
飲むと勇気が凛々と湧いて出る丸薬だが、作中で製作されることは無かった。反対の作用を持つ発明に冷静丸がある。
涙腺膏（るいせんこう）
アニメ第137回「ブタゴリラ主催!緑幼稚園大同窓会」
両眉の上に塗ると感動や悲しさの涙を止める事が出来る。気持ちを明るくする作用もあり、直前まで泣いていた理由も忘れてしまう。
霊気鈴（れいきれい）
アニメ186回「ユーレーも真っ青! ブタゴリラの通知表」
やかんほどのサイズの鈴で上部にある紐をぶら下げながら使用する幽霊探知機。幽霊の発する霊気を感じ取ると反応して鳴るが、上手くいったかどうかは大百科に書かれていなかった。現代では想像できないほど夜が暗かった時代、家の中まで幽霊が出没すると考えられていたため事前にこの鈴を用いて、霊が居る場所に家を建てることが無いよう奇天烈斎が製作した。幽霊の霊気が強烈に残る場所へ近づいた時も鈴は激しく鳴る。
冷静腕輪（れいせいうでわ）
アニメ第262回「海のメロン!? ブタゴリラ涙の航海記!」
怒りなど感情が高ぶっている人物にこの腕輪を付けることで、即座に静める効果を持つ。マジックテープのように着脱は容易だが、外した瞬間に元の感情へ戻ってしまう。
冷静丸（れいせいがん）
アニメ第195回「秋の大運動会! りんりん丸で勝負あった」
高ぶった神経を鎮める作用がある丸薬で、飲むと動作は無気力になり目も虚になる。持続時間は4時間以上。

## わ行
技鼓（わざつづみ）
新第2巻収録「運動会は技鼓で大活躍!!」
この鼓の面に触れる（叩く、頭や顔で触れるなど）と、反対の面からシャボン玉が出てくる。シャボン玉には触れた者の能力が記録されており、そのシャボン玉を割ると、一時的にその能力が身に付く。身に付く能力は料理の味付け、脚力、腕力、特技、癖など様々である。
忘れな傘（わすれながさ）
アニメ第67回「雨あめ降れふれ! 忘れな傘を君の手に」
コウモリの意匠が施された携帯用笠と受信機のセット。出かける前に家の入口にセットすると、雨（ホースで水をかけた場合も含む）を感知して自動的に受信機の持ち主の元に飛んで来る。ただし、複数の場合だと傘同士が喧嘩し合い、受信機まで到着しなくなる。また、受信機を屋内に取り付けても効果がない。
忘れん帽（わすれんぼう）
第24話「わすれん帽」・アニメ第7回Bパート「わすれん帽!?」他
帽子と上部に付属するシリンダーのセット。被った人物が忘れてしまいたい記憶を言うと、付属のシリンダーに閉じ込めさせる。一度シリンダーを取り外してから再び装着すると記憶は全て元に戻る。シリンダーの中身を把握しないまま使うと、他人の記憶を相手に移してしまう。
気休め忘れん帽（きやすめわすれんぼう）
アニメ第254回「保存版! 日本全国つぶれそうな店特集?」
忘れん帽をキテレツが改造したもの。外見は学生帽にバイクのマフラーのようなものが付いている。忘れん帽同様にこれを被って忘れたいことを言うと一時的に記憶から消えてしまうが、あくまでも“気休め”であり作中では丸一日が過ぎた頃に思い出してしまった。
笑い兜（わらいかぶと）
アニメ第25回「キョーレツ!! 怪人ドテカボチャン」
被ると笑いが止まらなくなる兜。頭にヘアートニックなどのアルコール類が付いている状態で被せると、効果がなくなる。『奇天烈大百科』での表記は「笑イ兜」。